# Abolizionismo negli Stati Uniti d'America

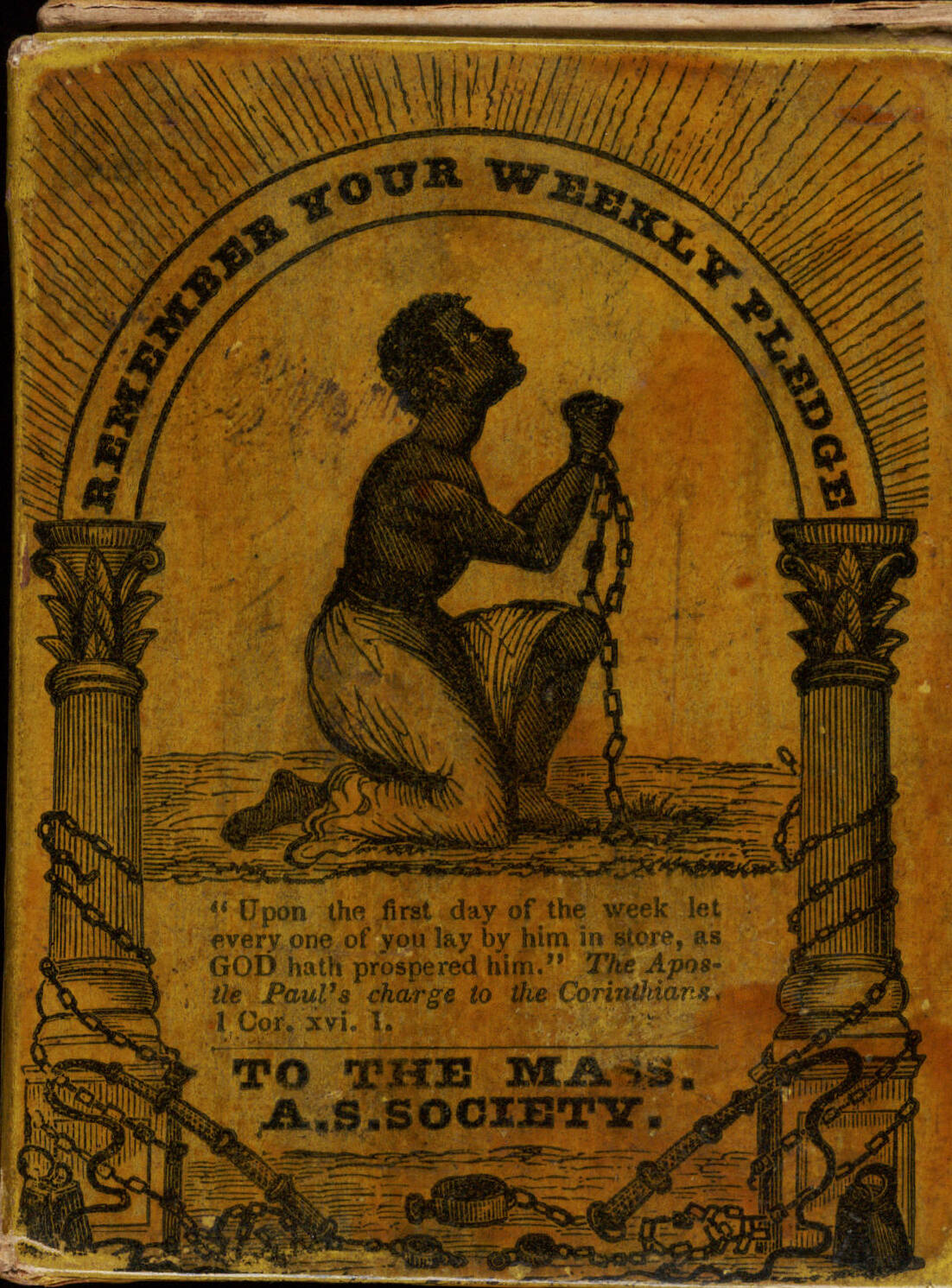
Urna di raccolta fondi per la Massachusetts Anti-Slavery Society, c. 1850

L'abolizionismo negli Stati Uniti d'America è stato il movimento che, prima e durante la guerra di secessione statunitense, lottò per porre termine alla schiavitù negli Stati Uniti d'America. Nelle Americhe e in Europa occidentale, l'abolizionismo era un movimento che proponeva di porre fine alla tratta atlantica degli schiavi africani e liberare quelli assoggettati a schiavitù. Nel XVII secolo, i quaccheri del Regno Unito e gli evangelici negli Stati Uniti d'America condannarono la schiavitù come non cristiana. A quel tempo, la maggior parte degli schiavi erano africani, ma migliaia di nativi americani erano rimasti in schiavitù. Nel XVIII secolo, fino a sei milioni di africani erano stati trasportati verso le Americhe in stato di schiavitù, almeno un terzo di loro su navi del Regno Unito. L'abolizione faceva parte del messaggio del primo grande risveglio degli anni 1730 e 1740 nelle Tredici colonie.
Nello stesso periodo, i pensatori razionalisti dell'Illuminismo criticarono la schiavitù per aver violato i diritti umani. Un membro del Parlamento britannico, James Edward Oglethorpe, fu tra i primi ad articolare l'Illuminismo contro la schiavitù. Fondatore della Provincia della Georgia, Oglethorpe vietò la schiavitù per motivi umanistici. Egli agì contro di essa in Parlamento e, infine, incoraggiò i suoi amici Granville Sharp e Hannah More a proseguire con forza per la riuscita della causa. Poco dopo la sua morte, nel 1785, Sharp ed altri si unirono a William Wilberforce per costituire la setta di Clapham. Anche se i sentimenti anti-schiavitù erano diffusi dal tardo XVIII secolo, le colonie e le nazioni emergenti, in particolare nel sud degli Stati Uniti, continuarono ad utilizzare e sostenere le tradizioni di schiavitù.
Dopo che la rivoluzione americana portò alla fondazione degli Stati Uniti d'America, gli Stati del Nord, a cominciare dalla Pennsylvania nel 1780, approvarono una legge che nel corso dei successivi due decenni doveva abolire la schiavitù, a volte tramite una graduale emancipazione. Il Massachusetts ratificò una costituzione che dichiarò tutti gli uomini uguali; le freedom suits, che sfidarono la schiavitù basandosi su questo principio, portarono alla fine della schiavitù nello Stato. In altri Stati, come la Virginia, simili dichiarazioni dei diritti vennero interpretate dai giudici come non applicabili agli africani. Durante i successivi decenni, il movimento abolizionista crebbe negli Stati del Nord, e il Congresso regolò l'espansione della schiavitù via via che nuovi Stati vennero ammessi nell'Unione. Il Regno Unito vietò l'importazione di schiavi africani nelle sue colonie nel 1807 e abolì la schiavitù nell'impero britannico nel 1833. Gli Stati Uniti d'America criminalizzarono il commercio internazionale degli schiavi nel 1808 e resero la schiavitù incostituzionale nel 1865 come risultato della guerra civile americana.
Lo storico James M. McPherson definì un abolizionista "come colui che prima della guerra civile era agitato per l'abolizione immediata, incondizionata e totale della schiavitù negli Stati Uniti d'America." Egli non incluse gli attivisti anti-schiavisti come Abraham Lincoln, presidente degli Stati Uniti d'America durante la guerra civile, o il Partito Repubblicano, che prevedeva la progressiva fine della schiavitù.

## Richieste di abolizione

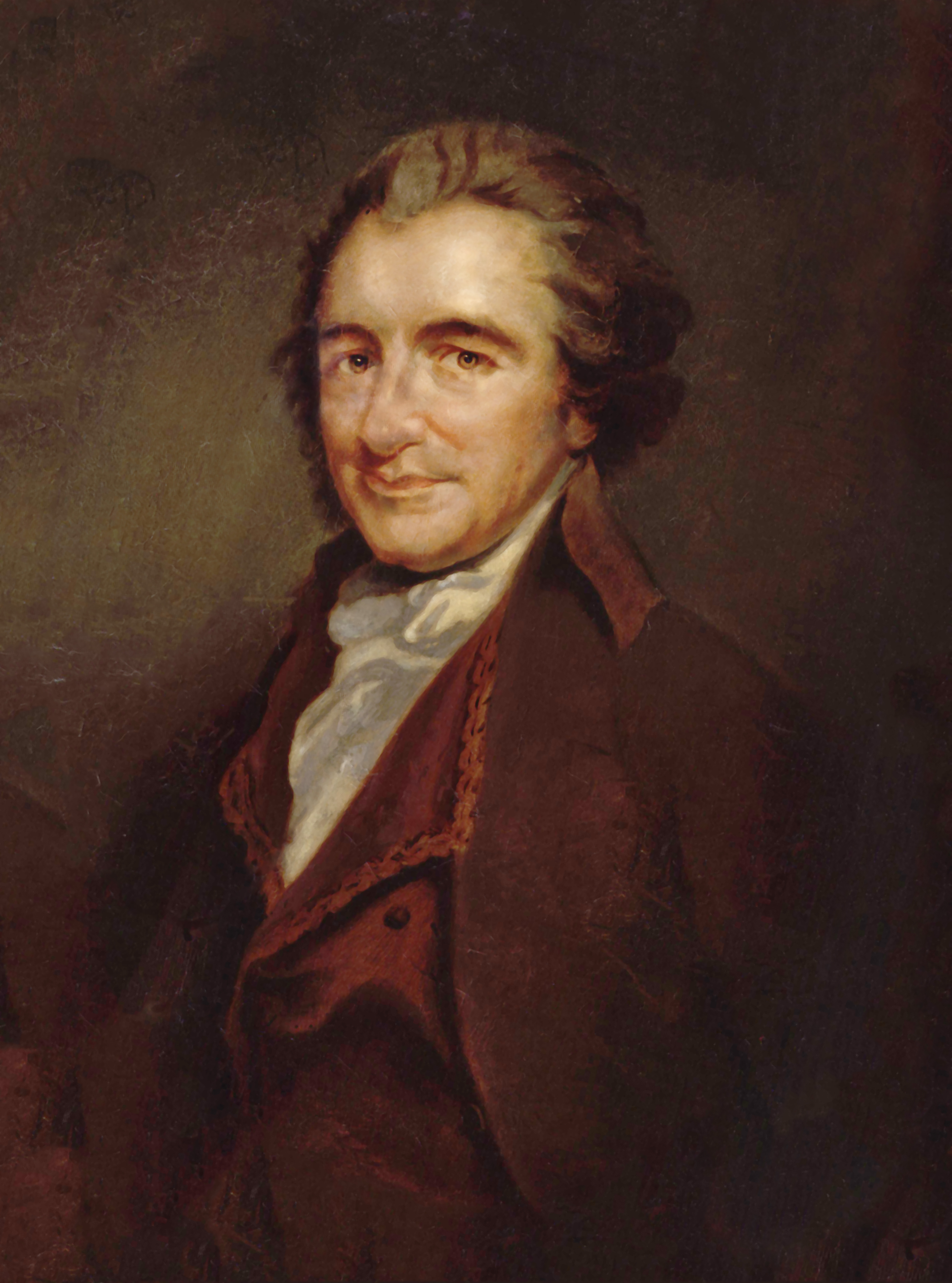
L'articolo di Thomas Paine, del 1775, "African Slavery in America" è stato uno dei primi a sostenere l'abolizione della schiavitù e la liberazione degli schiavi.

I primi americani che fecero una protesta pubblica contro la schiavitù furono i mennoniti di Germantown in Pennsylvania. Poco dopo, nel mese di aprile del 1688, i quaccheri, nella stessa città, scrissero due pagine di condanna della pratica e le inviarono agli organi della loro chiesa, la Società degli Amici. Ma l'istituzione quacchera non agì mai. La petizione del 1688 di Germantown Quaker contro la schiavitù fu un insolitamente precoce argomento, chiaro e forte, contro la schiavitù e avviò lo spirito che portò poi alla fine della schiavitù nella Società degli Amici (1776) e nello Stato di Pennsylvania (1780). Il Quaker Quarterly Meeting di Chester, in Pennsylvania, lanciò la sua prima protesta nel 1711. Nel giro di pochi decenni l'intero commercio degli schiavi andò sotto attacco, essendo contrastato da capi come William Burling, Benjamin Lay, Ralph Sandiford, William Southby e John Woolman.
La schiavitù venne vietata, nella Provincia della Georgia, subito dopo la sua fondazione nel 1733. Il fondatore della colonia, James Edward Oglethorpe, respinse ripetuti tentativi da parte di mercanti e speculatori edilizi del Sud Carolina, tendenti ad introdurre la schiavitù nella colonia. Nel 1739 scrisse al Trustees for the Establishment of the Colony of Georgia in America esortandoli a tenere duro: "Se permettiamo gli schiavi agiamo contro gli stessi principi per i cui ci siamo associati, che sono di alleviare le angosce. Considerando che ora abbiamo la possibilità di far uscire dalla miseria migliaia di persone in Africa, non possiamo permettere che coloni che usano le arti possano comprare e mettere in schiavitù perpetua la povera gente che ora vive qui." La lotta tra la Georgia e la Carolina del Sud portò ai primi dibattiti in Parlamento sulla questione della schiavitù, che si verificano tra il 1740 e il 1742.
La Society for the Relief of Free Negroes Unlawfully Held in Bondage (Società per il soccorso dei negri liberi illegalmente detenuti in catene) fu la prima società abolizionista americana, costituita il 14 aprile 1775 a Filadelfia, soprattutto da quaccheri. La società sospese le operazioni durante la guerra d'indipendenza e venne riorganizzata nel 1784, con Benjamin Franklin come suo primo presidente.
I quaccheri del Rhode Island, associati a Moses Brown, furono tra i primi in America a dare la libertà agli schiavi. Benjamin Rush fu un altro capo di quaccheri. John Woolman cedette la maggior parte della sua attività, nel 1756, per dedicarsi alla campagna contro la schiavitù insieme ad altri quaccheri. Uno dei primi articoli che sostennero l'emancipazione degli schiavi e della schiavitù venne scritto da Thomas Paine. Intitolato "African Slavery in America", apparve l'8 marzo 1775 su The Pennsylvania Journal.

## Abolizione nel Nord
Ad iniziare dal Vermont nel 1777, la maggior parte degli stati a nord del fiume Ohio e della Linea Mason-Dixon abolirono la schiavitù. Questi stati promulgarono le prime leggi abolizioniste in tutto il Nuovo Mondo. La schiavitù in Massachusetts venne abolita dalla magistratura. La Costituzione adottata nel 1780 dichiarò che "tutti gli uomini hanno gli stessi diritti", rendendo la schiavitù inapplicabile.
In molti Stati liberi l'emancipazione avvenne gradualmente. Gli schiavi spesso rimasero in schiavitù, ma i loro figli nacquero liberi. Vennero fatti accordi di transizione, in parte per evitare gli abusi. Lo stato di New York e la Pennsylvania avevano ancora alcuni schiavi nel censimento del 1840, e una dozzina di schiavi neri c'erano nel New Jersey nel 1860, tenuti come "apprendisti perpetui".
Alla Convenzione costituzionale di Fildelfia del 1787, i delegati discussero sulla schiavitù, accettando infine di consentire agli Stati di ammettere il commercio internazionale per almeno 20 anni. A quell'epoca, in tutti gli stati erano state emanate singole leggi che abolivano o limitavano fortemente l'acquisto o la vendita internazionale di schiavi. Con l'ordinanza del nordovest del 1787, il Congresso della confederazione proibì la schiavitù negli stati a nord-ovest del fiume Ohio. L'importazione di schiavi negli Stati Uniti venne ufficialmente vietata il 1º gennaio 1808. Nessuna sanzione venne però decisa per il commercio degli schiavi all'interno della nazione.

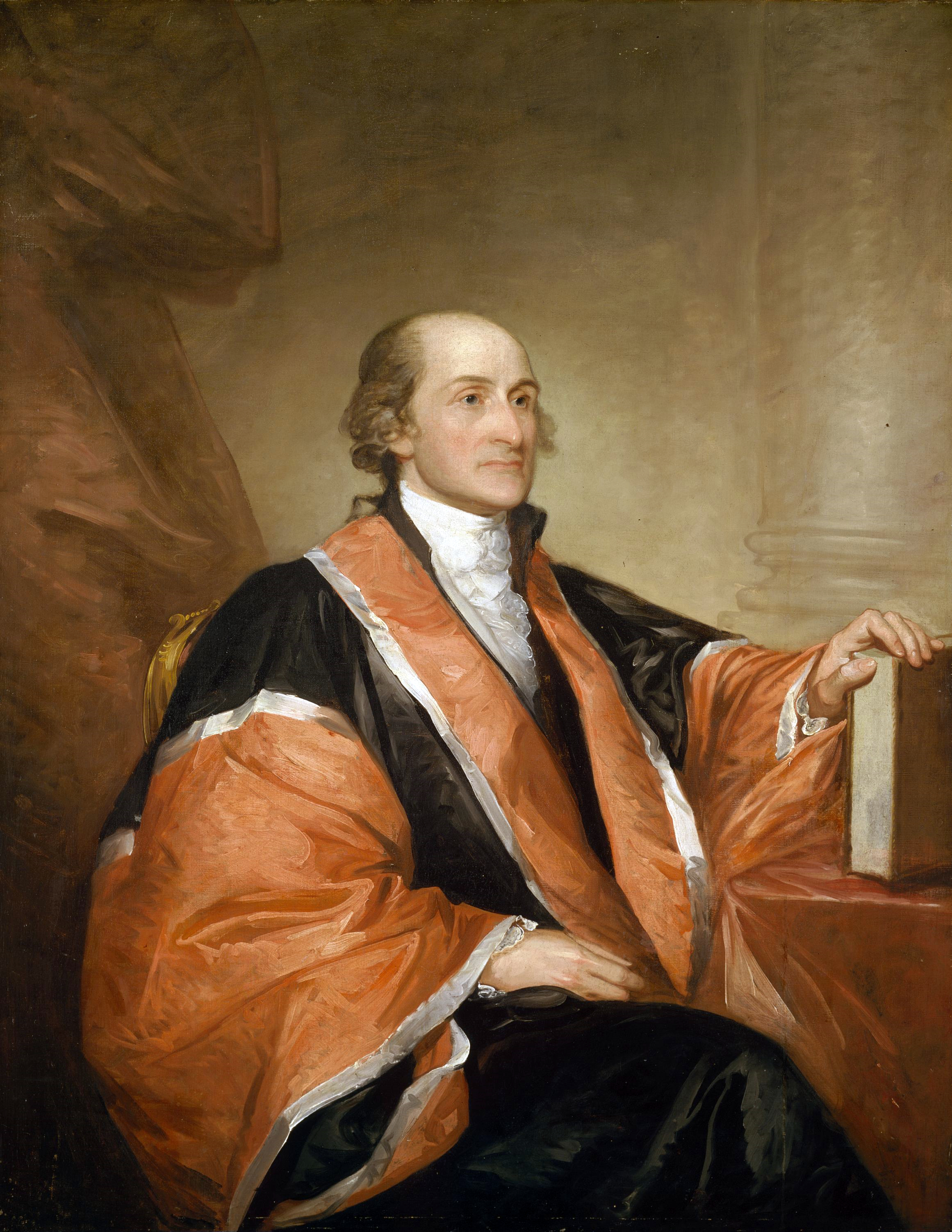
John Jay (1745–1829), che fondò la New York Manumission Society nel 1785.

I principali organismi che sostennero questa riforma furono la Pennsylvania Abolition Society e la New York Manumission Society. Quest'ultima era guidata da potenti politici: John Jay, Alexander Hamilton, successivamente federalisti, e Aaron Burr, poi vice presidente democratico-repubblicano degli Stati Uniti. Lo Stato di New York promulgò una legge nel 1799 che sanciva l'abolizione della schiavitù nel corso del tempo.
Nel 1806 il presidente Thomas Jefferson denunciò il commercio internazionale degli schiavi e chiese una legge per renderlo un crimine. Nel suo messaggio annuale al Congresso del 1806, disse che una legge del genere era necessaria per "ritirare i cittadini degli Stati Uniti da ogni ulteriore partecipazione a tali violazioni dei diritti umani [...] che la morale, la reputazione, e il meglio del nostro paese hanno da tempo desiderato proscrivere." Nel 1807 il Congresso bandì il commercio internazionale degli schiavi dal 1º gennaio 1808. Il risultato fu una riduzione di oltre il 90% del volume del commercio degli schiavi dall'Africa agli Stati Uniti, anche se circa 1.000 schiavi all'anno vennero comunque illegalmente portati negli Stati Uniti.

## Liberati dai proprietari del Sud
Dopo il 1776, quaccheri e moraviani contribuirono a convincere numerosi schiavisti degli Stati del Sud settentrionali a liberare i loro schiavi. La manomissione aumentò per quasi due decenni. Molti atti individuali di schiavisti portarono alla liberazione di migliaia di schiavi. Essi liberarono schiavi in tale numero da far passare la percentuale di neri liberi dall'1% al 10%, con la maggior parte di tale aumento in Virginia, Maryland e Delaware. Nel 1810 tre quarti dei neri del Delaware erano liberi. Il più notevole degli uomini che offrirono la libertà fu Robert Carter III della Virginia, che liberò più di 450 persone da "Deed of Gift", presentato nel 1791. Questo numero fu il maggiore che un singolo americano abbia mai liberato prima o dopo di allora. Spesso gli schiavisti vennero nella loro determinazione a seguito delle proprie lotte nella guerra d'indipendenza; le loro volontà e azioni spesso citavano termini quali la parità degli uomini, sostenendo la decisione di liberare gli schiavi. I cambiamenti dell'economia inoltre, incoraggiarono gli schiavisti a liberare i loro schiavi. I piantatori stavano spostando le loro colture dal tabacco, ad alta intensità di lavoro, ad altre con minore necessità di mano d'opera.
Le famiglie nere divenute libere iniziarono a crescere, insieme agli afro-americani liberi già prima della Rivoluzione. Nel 1860 il 91,7% dei neri del Delaware e il 49,7% del Maryland erano liberi. Queste famiglie spesso furono il nucleo che portò alla nascita di artigiani, professionisti, predicatori ed insegnanti nelle generazioni successive.

## Territori dell'Ovest

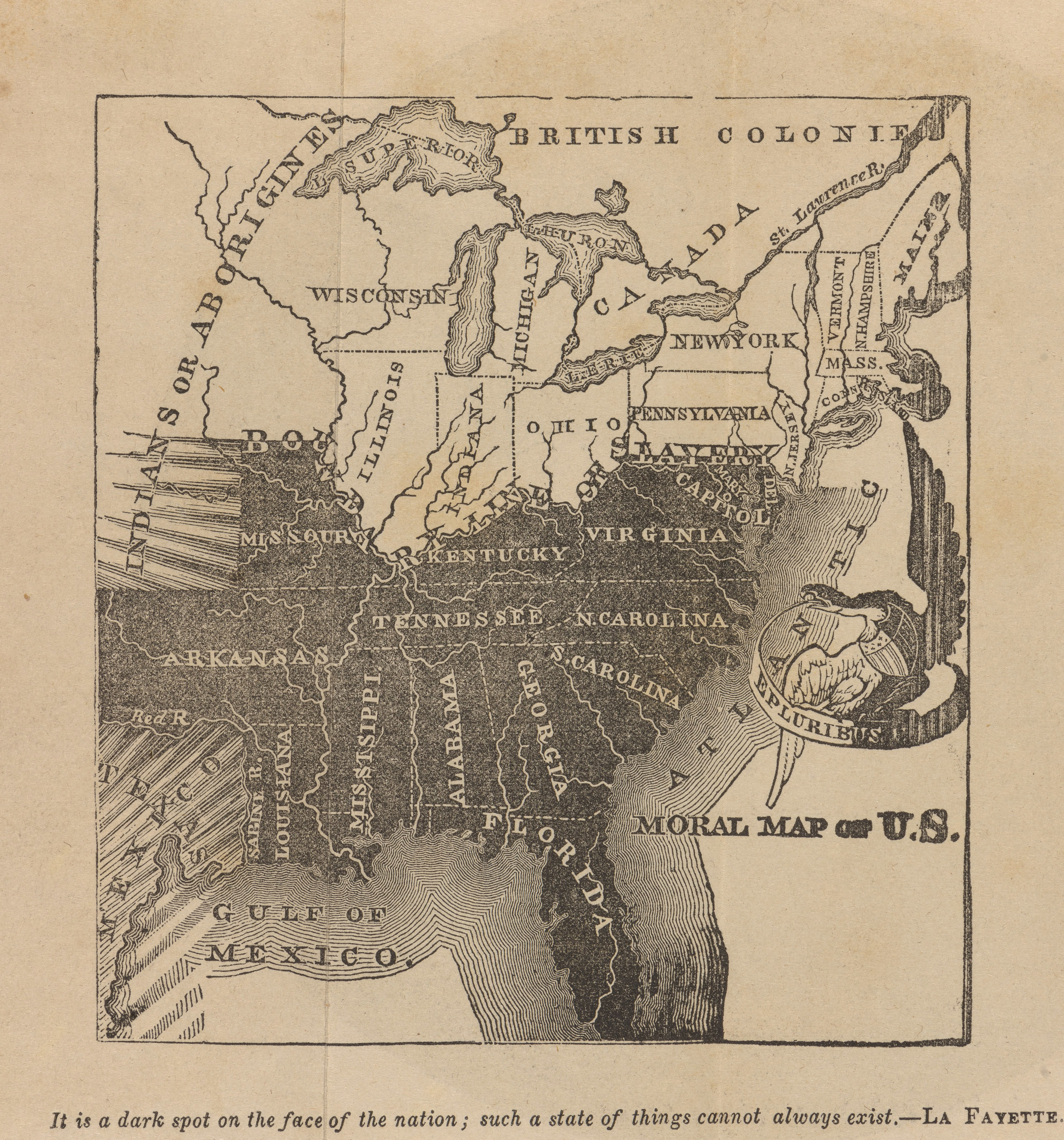
Questa mappa dell'antischiavismo mostra gli stati schiavisti in nero, mentre i grigi rappresentano la diffusione della minaccia alla schiavitù in Texas e territori occidentali.

Durante il dibattito del Congresso, nel 1820, sulla proposta dell'emendamento Tallmadge, che cercò di limitare la schiavitù in Missouri divenuto uno Stato, Rufus King dichiarò che "le leggi o patti di tale condizione [schiavitù] su ogni essere umano sono assolutamente nulle, perché contrarie alla legge di natura, che è la legge di Dio, con la quale fa le sue vie per la conoscenza dell'uomo, ed è fondamentale per ogni controllo umano." L'emendamento non andò in porto e il Missouri divenne uno Stato schiavista. Secondo lo storico David Brion Davis, questa potrebbe essere stata la prima volta al mondo che un leader politico attaccò apertamente la legalità percepita della schiavitù in maniera così radicale.
A partire dagli anni 1830, le Poste degli Stati Uniti d'America rifiutarono di consegnare posta contenente opuscoli abolizionisti verso gli Stati del Sud. Gli insegnanti del Nord, sospettati di abolizionismo, vennero espulsi dal Sud, e la letteratura abolizionista fu vietata. I sudisti respinsero le smentite dei repubblicani di essere abolizionisti. Essi dissero che John Brown aveva tentato, nel 1859, di avviare una rivolta degli schiavi come prova che più cospirazioni del Nord erano in corso per accendere ribellioni tra gli schiavi. Anche se alcuni abolizionisti tentarono di lanciare rivolte di schiavi, nessuna prova di qualsiasi altro complotto simile a quello di Brown venne scoperta. Il Nord si sentiva minacciato ed Eric Foner concluse, "i nordisti videro la schiavitù come l'antitesi della buona società e una minaccia per i propri valori e interessi fondamentali". Il famoso, "infuocato" abolizionista, Abby Kelley Foster, del Massachusetts, era considerato un abolizionista "ultrà" che credeva nei pieni diritti civili per tutti i neri. Il suo punto di vista era che gli schiavi liberati avrebbero dovuto colonizzare la Liberia. Parte del movimento anti-schiavista divenne noto come "Abby Kellyism". Reclutò Susan B. Anthony e Lucy Stone. Effingham Capron, un produttore di cotone e tessuti, che aveva partecipato alla riunione dei quaccheri in cui Abby Kelley Foster e la sua famiglia erano membri, divenne un abolizionista di primo piano a livello locale, statale e nazionale. La società antischiavista locale di Uxbridge ebbe più di un quarto della popolazione della città in qualità di suoi membri.

## Fondazione e colonizzazione della Liberia

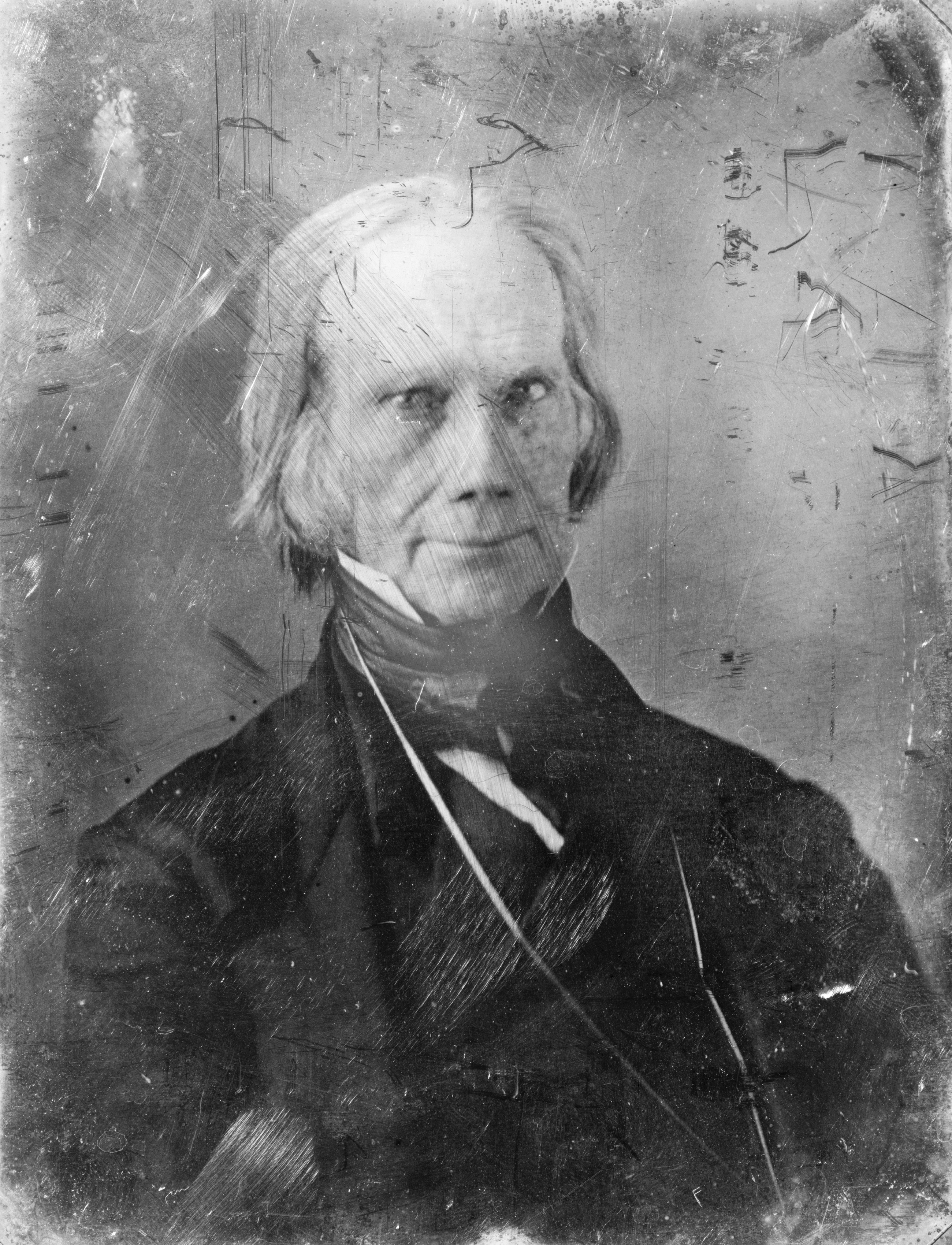
Henry Clay (1777–1852), uno dei tre fondatori dell'American Colonization Society.

Nei primi anni del XIX secolo, vennero fondate diverse organizzazioni per la delocalizzazione della popolazione nera degli Stati Uniti d'America in luoghi dove avrebbe potuto godere di una maggiore libertà; alcuni approvarono la colonizzazione, mentre altri sostenevano l'emigrazione. Nel corso degli anni 1820 e 1830 l'American Colonization Society (A.C.S.) fu il veicolo primario per le proposte di far "ritornare" i neri americani liberi in Africa, a prescindere dal fatto che fossero nati negli Stati Uniti d'America. La proposta ebbe ampio sostegno a livello nazionale tra i bianchi, tra cui leader di spicco come Abraham Lincoln, Henry Clay e James Monroe, che ritenevano la soluzione preferibile all'emancipazione.
Clay disse che
(Henry Clay)
Molti afro-americani erano contrari alla colonizzazione e volevano semplicemente dare loro i diritti dei cittadini liberi degli Stati Uniti d'America. Un forte avversario di tali piani fu il ricco nero libero e abolizionista James Forten di Filadelfia.
Dopo diversi tentativi di creare piccoli insediamenti sulla costa dell'Africa occidentale, l'A.C.S. creò la colonia di Liberia nel 1821-1822. Nel corso dei successivi quattro decenni, assisté migliaia di ex schiavi e o neri liberi nel loro trasferimento dagli Stati Uniti d'America. L'ambiente insalubre che trovarono era estremo e la maggior parte dei migranti morì abbastanza rapidamente. Un numero sufficiente sopravvisse e riuscì a dichiarare l'indipendenza nel 1847. Il sostegno statunitense per la colonizzazione diminuì gradualmente attraverso gli anni 1840 e 1850, in gran parte a causa degli sforzi degli abolizionisti di promuovere l'emancipazione degli schiavi e la concessione della cittadinanza degli Stati Uniti d'America. Gli americo-liberiani istituirono una classe dirigente che governò la Liberia fino al colpo di Stato militare del 1980.

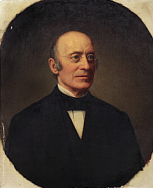
William Lloyd Garrison, fondatore dell'American Antislavery Society

## Immigrazione
L'immigrazione degli africani liberi verso il loro continente di origine fu concepita dopo la guerra d'indipendenza. Dopo che Haiti divenne indipendente, cercò di reclutare gli afro-americani dopo aver ristabilito i rapporti commerciali con gli Stati Uniti. L'Haiti Union fu un gruppo formato per promuovere le relazioni tra i due paesi. Nell'Africa occidentale, il movimento Back-to-Africa e alcune azioni del presidente James Monroe, portarono alla fondazione della Liberia, un insediamento per africani liberi.
Dopo le rivolte contro i neri a Cincinnati, la comunità nera fondò Wilberforce Colony, un insediamento, inizialmente di successo, di afro-americani in Canada. La colonia fu una delle prime di tale entità politica e indipendente. Durò per un certo numero di decenni e fornì asilo a circa 200 famiglie nere che emigrarono da diversi luoghi degli Stati Uniti.

## Religione e morale
Il secondo grande risveglio degli anni 1820 e 1830 nei gruppi religiosi ispirò diversi tipi di riforme sociali. Per alcuni queste comprendevano l'abolizione immediata della schiavitù in quanto ritenevano essere peccato tenere schiavi e tollerare la schiavitù. Il termine "abolizionista" ebbe diversi significati in quel tempo. I seguaci di William Lloyd Garrison, tra cui Wendell Phillips e Frederick Douglass, chiesero "l'abolizione immediata della schiavitù", da cui il nome. Un gruppo più pragmatico di abolizionisti, come ad esempio Theodore Weld e Arthur Tappan, volevano un intervento immediato, ma erano disposti a sostenere un programma di emancipazione graduale, con una lunga fase intermedia.
"Antischiavisti", come John Quincy Adams, non ritenevano la schiavitù un peccato. La dichiararono una caratteristica malefica della società nel suo complesso. Fecero quello che potevano per limitare la schiavitù e porvi termine, ove possibile, ma non fecero parte di un gruppo abolizionista. Ad esempio, nel 1841, John Quincy Adams rappresentò l'Amistad degli schiavi africani presso la Corte Suprema degli Stati Uniti e sostenne che avrebbero dovuto essere liberati. Negli ultimi anni prima della guerra di secessione, il termine "antischiavista" poteva riferirsi alla maggior parte del Nord, come ad esempio ad Abraham Lincoln, che si opponeva all'espansione della schiavitù o alla sua influenza, al Kansas-Nebraska Act o al Fugitive Slave Act. Molti sudisti chiamarono tutti questi, "abolizionisti", senza distinguerli dai Garrisoniani.
Lo storico James Stewart (1976) spiega le credenze profonde degli abolizionisti: "Tutte le persone erano uguali agli occhi di Dio, le anime dei ragazzi neri avevano lo stesso valore di quelle dei bianchi, ognuno dei figli di Dio asservito ad un altro era una violazione della legge superiore, anche se sancito dalla Costituzione."
I proprietari di schiavi erano arrabbiati per gli attacchi di alcuni sudisti (tra cui il politico John C. Calhoun) nei confronti della schiavitù. A partire dagli anni 1830, i sudisti svilupparono una difesa ideologica veemente e crescente a favore della schiavitù. I proprietari di schiavi affermavano che la schiavitù era una condizione positiva sia per i padroni che per gli schiavi e che era stata esplicitamente sancita da Dio. Argomenti biblici vennero portati in difesa della schiavitù da parte dei capi religiosi come il reverendo Fred A. Ross e politici come Jefferson Davis. Le interpretazioni bibliche dei sudisti contraddicevano quelle degli abolizionisti; una di queste era che la maledizione di Cam e dei suoi discendenti in Africa era stata una giustificazione per riduzione in schiavitù i neri.

## Garrison e l'emancipazione immediata

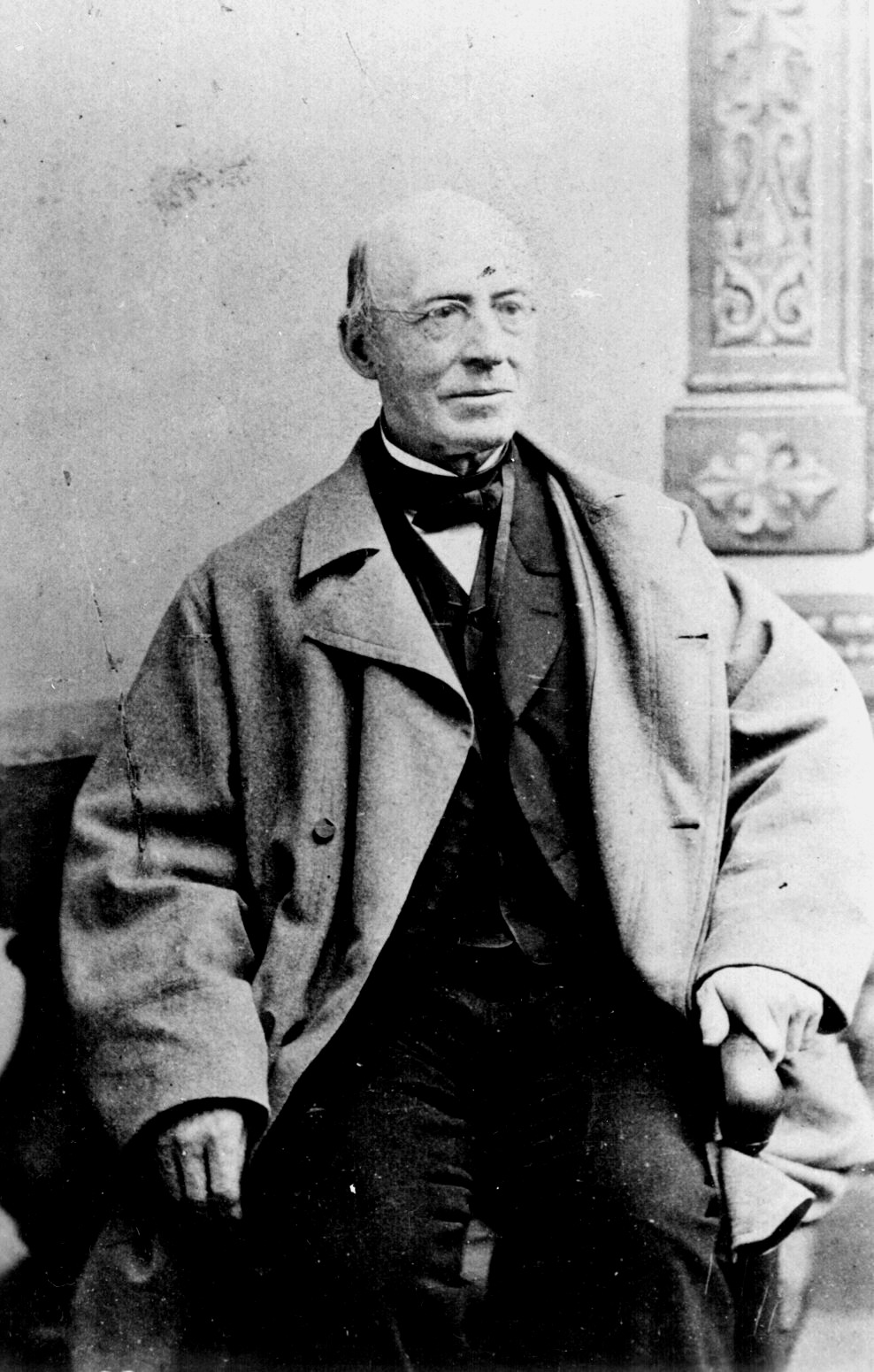
William Lloyd Garrison (1805–1879), editore del giornale abolizionista The Liberator e uno dei fondatori dell'American Antislavery Society.

Un cambiamento radicale avvenne negli anni 1830, da parte di William Lloyd Garrison, che chiese "l'emancipazione immediata, da raggiungere poco a poco." Chiese che i proprietari di schiavi si pentissero subito, e istituì un sistema di emancipazione. Theodore Weld, un ministro evangelico, e Robert Purvis, un afro-americano libero, si unirono a Garrison nel 1833 per formare la American Antislavery Society. L'anno successivo Weld incoraggiò un gruppo di studenti del Seminario Teologico Lane a costituire una società anti-schiavitù. Successivamente il presidente, Lyman Beecher, cercò di sopprimere il gruppo e gli studenti si trasferirono all'Oberlin College.
Grazie alla posizione anti-schiavitù dei suoi studenti, l'Oberlin divenne ben presto uno dei college più liberali e accettò studenti afro-americani. Insieme a Garrison, Northcutt e Collins erano sostenitori dell'abolizione immediata. Abby Kelley Foster divenne un "abolizionista ultrà" e un seguace di William Lloyd Garrison e condusse Susan B. Anthony ed Elizabeth Cady Stanton nella causa antischiavista.

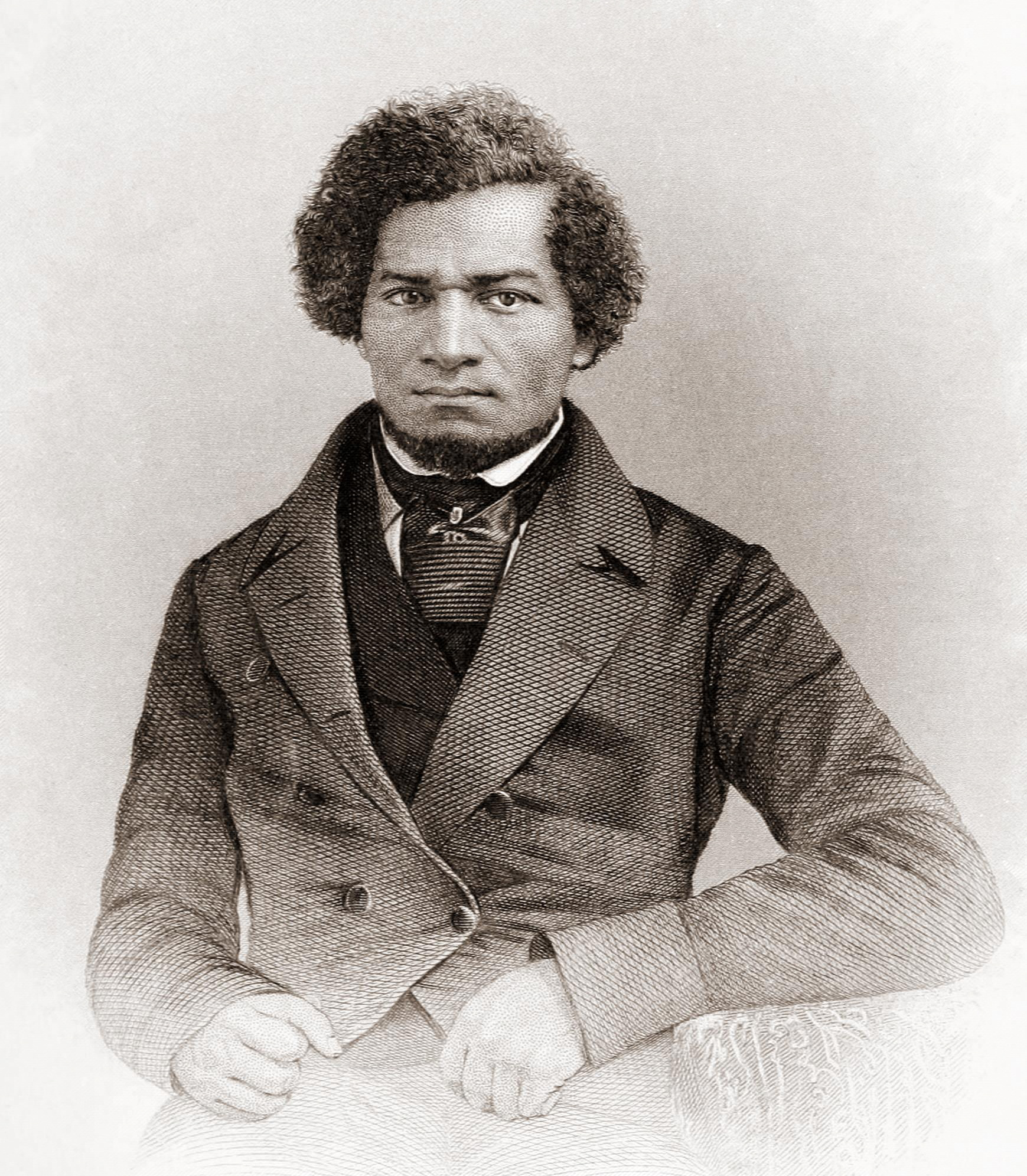
Frederick Douglass (1818–1895), un ex schiavo le cui memorie, Narrative of the Life of Frederick Douglass, an American Slave (1845) e My Bondage and My Freedom (1855), divennero best seller, che aiutarono la causa dell'abolizionismo.

Nel 1840 fu indetta la World Anti-Slavery Convention,  un'assemblea per l'abolizione della schiavitù che si riunì per la prima volta all'Exeter Hall di Londra, dal 12 al 23 giugno 1840. Fu organizzata dalla British and Foreign Anti-Slavery Society, in gran parte su iniziativa del quacchero inglese Joseph Sturge. L'esclusione delle donne dalla convenzione diede un grande impulso al movimento per il suffragio femminile negli Stati Uniti.
Dopo il 1840, "abolizione" ebbe di solito il significato di posizioni simili a quelle di Garrison. Fu in gran parte un movimento ideologico guidato da circa 3.000 persone, tra cui i neri liberi e le persone libere di colore, molte delle quali, come ad esempio Frederick Douglass nel New England, e Robert Purvis e James Forten a Filadelfia, occuparono ruoli di direzione di primo piano. Douglass divenne legalmente libero durante un soggiorno di due anni in Inghilterra, poiché i sostenitori britannici raccolsero fondi per l'acquisto della sua libertà dal suo proprietario americano Thomas Auld, e contribuirono a finanziare i suoi giornali abolizionisti negli Stati Uniti. L'abolizionismo aveva una forte base religiosa, tra cui i quaccheri, e la gente convertita dal fervore revivalista del secondo grande risveglio, guidato da Charles Finney nel Nord, nel 1830. La fede nell'abolizione contribuì al distacco di alcuni piccole sette, come la Libera chiesa metodista.
Gli evangelici abolizionisti fondarono alcuni college, in particolare il Bates College nel Maine e l'Oberlin College in Ohio. Il movimento attirò figure come il presidente di Yale, Noah Porter e quello di Harvard, Thomas Hill.
Nel Nord, la maggior parte degli avversari della schiavitù supportarono altri movimenti di riforma e modernizzazione, come il Movimento per la temperanza negli Stati Uniti, la Scuola pubblica finanziata dal governo e la costruzione di prigioni. Essi erano divisi sulla questione dell'attivismo delle donne e il loro ruolo politico, e questo contribuì a una grande spaccatura nella Society. Nel 1839 i fratelli Arthur e Lewis Tappan lasciarono la Society e costituirono l'American and Foreign Anti-Slavery Society, che non ammetteva le donne. Altri membri della Society, tra cui Charles Turner Torrey, Amos Phelps, Henry Stanton e Alanson St. Clair, oltre al disaccordo con Garrison sul tema delle donne, sollecitarono un approccio molto più attivista per l'abolizionismo e di conseguenza sfidarono la leadership di Garrison all'incontro annuale della Society nel mese di gennaio 1839. Quando la sfida venne battuta di nuovo, lasciarono e fondarono la New Organization, che adottò un approccio più attivista verso la liberazione degli schiavi. Poco dopo, nel 1840, costituirono il Liberty Party, che aveva come unica piattaforma l'abolizione della schiavitù. Dalla fine del 1840, Garrison annunciò la costituzione di una terza nuova organizzazione, i Friends of Universal Reform, alla quale aderirono con l'apporto di fondi Maria Chapman, Abby Kelley Foster, Oliver Johnson e Bronson Alcott (padre di Louisa May Alcott).
Gli abolizionisti come William Lloyd Garrison condannarono ripetutamente la schiavitù che contraddiceva i principi di libertà e di uguaglianza su cui si fondava il paese. Nel 1854 Garrison scrisse:
(William Lloyd Garrison)

## Retorica degli abolizionisti neri
Gli storici e gli studiosi hanno ampiamente trascurato il lavoro degli abolizionisti neri, concentrando gran parte della loro erudizione solo su alcuni di essi, come Frederick Douglass. Gli abolizionisti neri, però, hanno giocato un ruolo innegabilmente grande nel plasmare il movimento. Anche se è impossibile generalizzare un intero movimento retorico, gli abolizionisti neri possono in gran parte essere caratterizzati dagli ostacoli che hanno affrontato e il modo in cui questi ostacoli costruirono la loro retorica. Essi avevano il problema di doversi confrontare con un pubblico statunitense spesso ostile, pur riconoscendo la loro nazionalità e lotta. Come risultato, molti abolizionisti neri "hanno adottato intenzionalmente gli aspetti del britannico New England e le culture del Midwest". Inoltre, gran parte della retorica degli abolizionisti e in particolare degli abolizionisti neri, è stata influenzata dal patrimonio predicazione puritano.

## Facce nere in America
Durante la rappresentazione teatrale della controversa Capanna dello zio Tom, l'attore bianco G. C. Germon indossò una maschera nera a rappresentare un maschio afro-americano. Il lavoro rese il pubblico bianco compassionevole nei confronti del personaggio, Tom, piuttosto che vederlo come un loro pari. In precedenza nel corso di questo lavoro, un attore canta una canzone con testi stereotipi e maliziosi sui bambini neri. Questo lavoro incapsula la controversia tra gli attivisti anti-schiavitù e quelli pro, negli Stati Uniti.

## La capanna dello zio Tom
La più influente opera degli abolizionisti fu La capanna dello zio Tom (1852), il famoso romanzo e opera teatrale di Harriet Beecher Stowe. Indignata per la legge Fugitive Slave del 1850 (che rese la narrazione della fuga notizia di tutti i giorni), la Stowe sottolineò gli orrori che gli abolizionisti avevano a lungo sostenuto sulla schiavitù. La sua rappresentazione del demoniaco proprietario di schiavi Simon Legree, uno yankee trapiantato che uccide il Cristo-zio Tom, oltraggiò il Nord del paese, contribuendo ad influenzare l'opinione pubblica britannica contro il Sud e gli infiammati proprietari di schiavi che cercavano di confutarla, mostrando che alcuni proprietari di schiavi erano umanitari. Ciò ispirò numerosi romanzi di risposta, diversi scritti pubblicati da donne.

## Cattolici americani

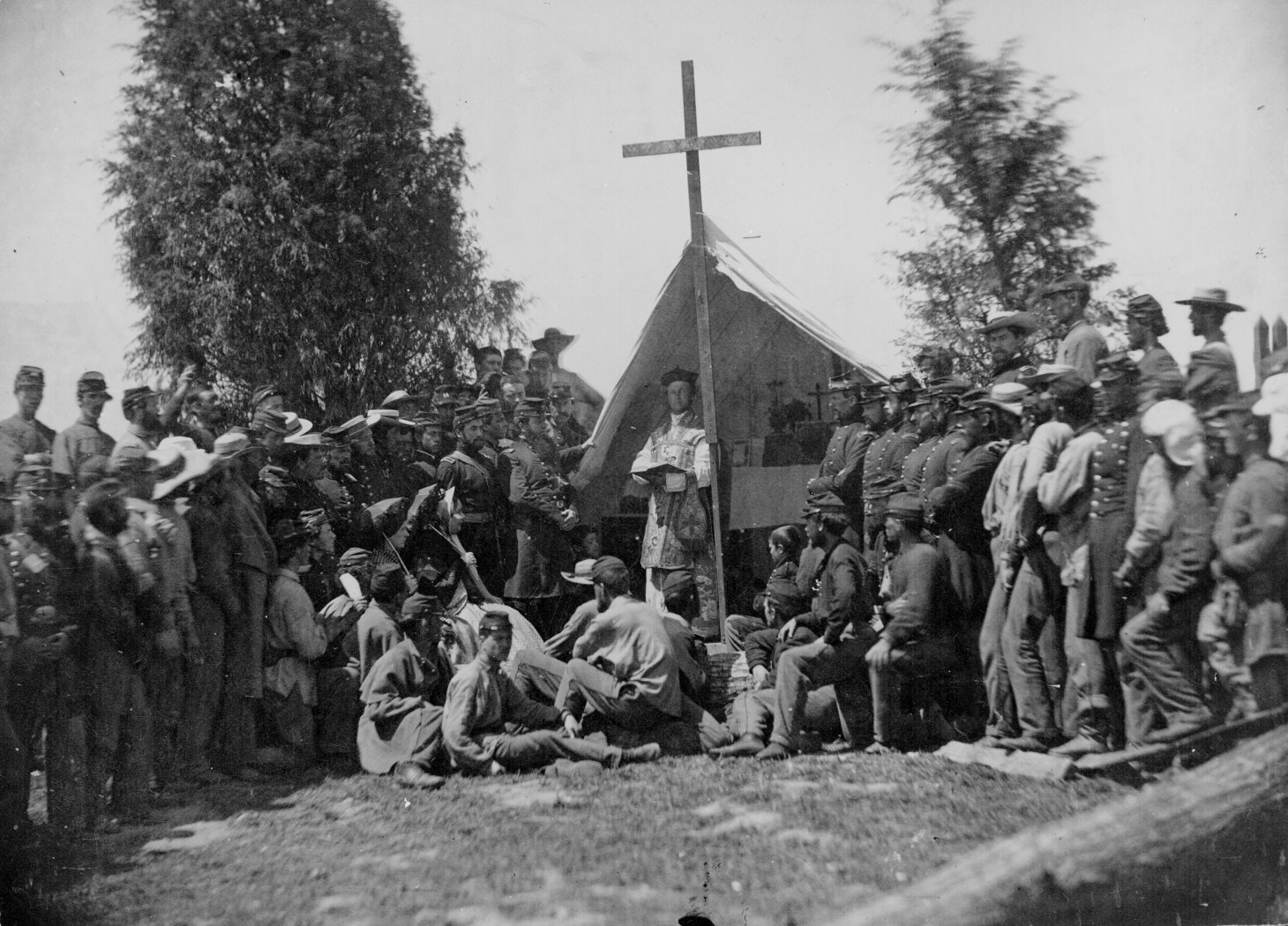
Ufficiali e uomini del 69th Infantry Regiment irlandese di New York partecipano ai riti cattolici nel 1861.

I cattolici irlandesi d'America raramente misero in discussione il ruolo della schiavitù nella società in quanto era protetta in quel momento dalla Costituzione degli Stati Uniti. Videro gli abolizionisti come anti-cattolici e anti-irlandesi. Essi furono generalmente ben accolti dai Democratici al sud.
Al contrario, la maggior parte degli irlandesi nazionalisti e Feniani sostenne l'abolizione della schiavitù. Daniel O'Connell, il leader cattolico degli irlandesi in Irlanda, sostenne l'abolizione negli Stati Uniti. Organizzò una petizione in Irlanda, con 60.000 firme, sollecitando gli irlandesi degli Stati membri a sostenere l'abolizione. John O'Mahony, uno dei fondatori dell'Irish Republican Brotherhood era un abolizionista e servì come colonnello del 69º reggimento di fanteria durante la guerra di secessione americana.
I cattolici irlandesi in America erano di recente immigrazione; la maggior parte erano poveri e molto pochi avevano schiavi di proprietà. Dovettero competere con i neri liberi per accedere ai lavori non qualificati. Videro pertanto l'abolizionismo come ala militante dell'evangelicismo anticattolico e del protestantesimo.
La Chiesa cattolica in America ebbe lunghi legami negli stati schiavisti di Maryland e Louisiana. Nonostante una posizione ferma per l'uguaglianza spirituale dei neri, e la condanna clamorosa della schiavitù da parte di Papa Gregorio XVI, nella sua bolla In Supremo Apostolatus, del 1839, la chiesa americana continuò nei fatti, se non nei discorsi pubblici, ad evitare il confronto con gli interessi dei padroni di schiavi. Nel 1861 l'arcivescovo di New York scrisse al Ministro della Guerra Cameron che: "La Chiesa si oppone alla schiavitù ... la sua dottrina su questo argomento è che si tratta di un crimine ridurre gli uomini, naturalmente liberi, ad una condizione di servitù, come schiavi." Nessun vescovo americano sostenne l'abolizione extra-politica o interferì con i diritti degli stati prima della guerra di secessione.

## Immigrati tedeschi
I tedeschi secolari dei Forty-Eighter erano in gran parte contro la schiavitù. Personalità importanti come Carl Schurz e Friedrich Hecker, luterani, raramente presero una posizione sulla schiavitù, ma i tedeschi metodisti erano anti-schiavitù.

## Donne abolizioniste

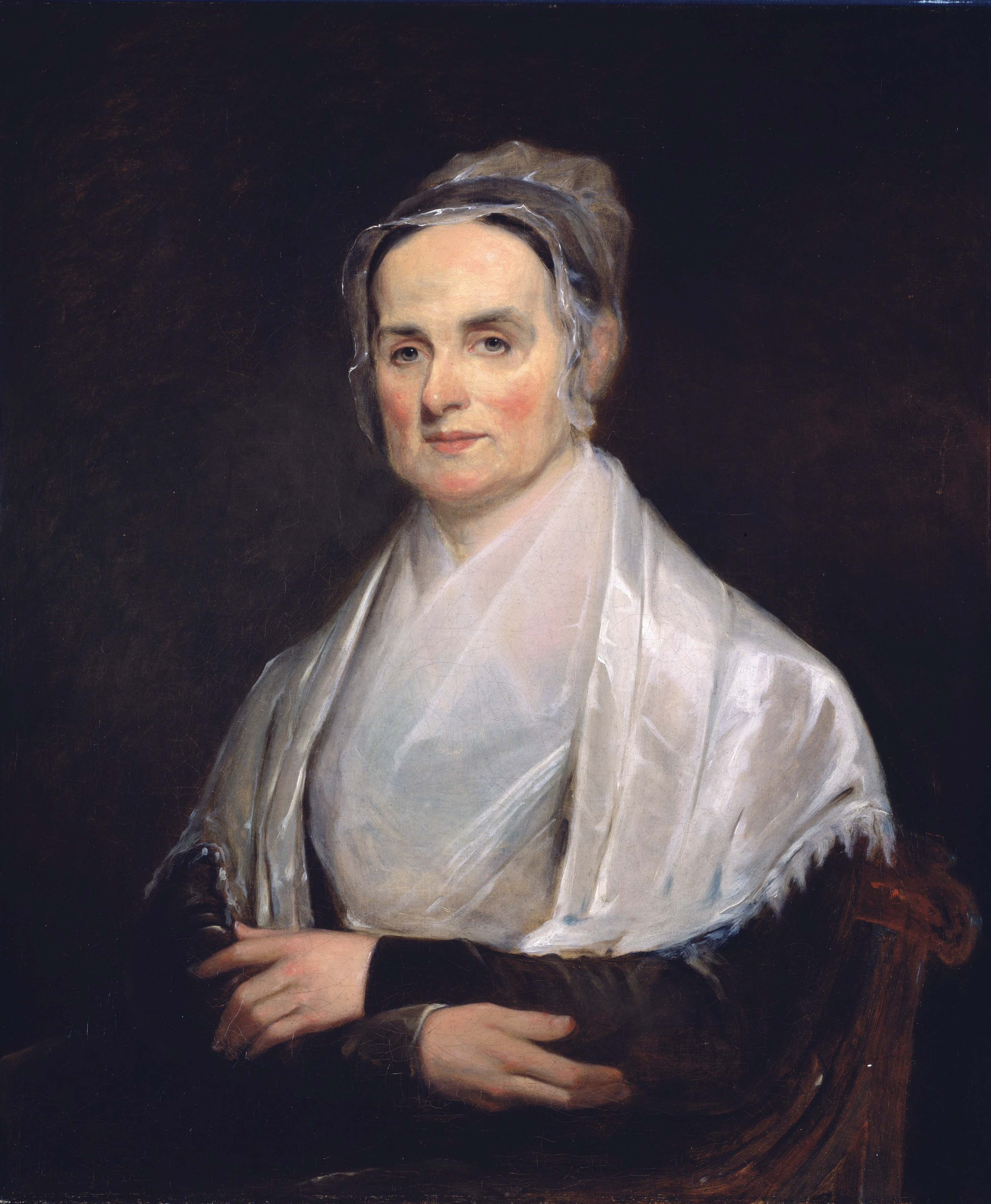
Come molti quaccheri, Lucretia Mott considerava la schiavitù un demone al quale opporsi.

L'articolo dell'abolizionista William Lloyd Garrison su The Liberator del 1847, diceva: "... la causa dell'anti-schiavitù non si può fermare a considerare le grandi bugie dette, ma non ci può essere alcun dubbio sugli sforzi e i sacrifici delle donne, che hanno contribuito ad essa e avranno una posizione più onorevole e cospicua". Secondo quanto riportato dal The Liberator, le donne giocarono un ruolo cruciale come leader nel movimento anti-schiavitù.
Angelina e Sarah Grimké furono le prime agenti anti-schiaviste e giocarono diversi ruoli nel movimento abolizionista. Sebbene nate al Sud, le sorelle Grimké diventarono disilluse nei confronti della schiavitù e si trasferirono al Nord per allontanarsi da essa. Forse a causa del loro luogo di nascita, vennero criticate. Angelina Grimké parlò della sua emozione nel vedere uomini bianchi fare un lavoro manuale di qualsiasi genere. I loro punti di vista, come native sudiste e come donne, portarono un nuovo importante impulso nel movimento abolizionista. Nel 1836 si trasferirono a New York e iniziarono a lavorare per l'Antislavery Society, dove si incontrarono, rimanendo impressionate, con William Lloyd Garrison. Esse scrissero molti opuscoli ("Appello alle donne cristiane del Sud" di Angelina fu l'unico appello indirizzato direttamente alle donne del sud invitandole a sfidare le leggi sulla schiavitù) e giocarono ruoli di leadership alla prima Convenzione anti-schiavitù delle donne americane nel 1837. Le Grimké fecero poi un giro di conferenze in tutto il nord, che culminò con l'indirizzo, del febbraio 1838, a un comitato della legislatura del Massachusetts.
Lucretia Mott fu attiva nel movimento abolizionista. Anche se ben nota per la difesa dei diritti delle donne, la Mott svolse anche un ruolo importante nel movimento abolizionista. Nel corso di quattro decenni, recapitò i sermoni sull'abolizionismo, sui diritti delle donne e una serie di altre questioni. La Mott riconobbe il ruolo determinante delle sue credenze sul quaccherismo nell'emergere del suo sentimento abolizionista. Parlò del "dovere (che) si è impresso in me al momento in cui mi sono consacrata a quel Vangelo che proclama la liberazione dei prigionieri, per rimettere in libertà gli oppressi..." L'azione della Mott prese diverse forme: lavorò con la Free Produce Society per boicottare le merci prodotte dal lavoro degli schiavi, fu volontaria per la Philadelphia Female Anti-Slavery Society e contribuì alla fuga di schiavi verso il territorio libero.
Abby Kelley Foster, con una forte eredità quacchera, aiutò Susan B. Anthony e Lucy Stone ad entrare nel movimento abolizionista. Kelley influenzò le future suffragette come Susan B. Anthony e Lucy Stone incoraggiandole ad assumere un ruolo di attivismo politico. Contribuì ad organizzare e fu la prima relatrice alla prima Convenzione nazionale sui diritti delle donne a Worcester (Massachusetts), nel 1850 (la Convenzione di Seneca Falls, tenutasi nel 1848, non era nazionale). Fu una "ultrà" abolizionista che credette nei diritti civili immediati e completi per tutti gli schiavi. Dal 1841, però, si era dimessa dal quaccherismo per controversie sul divieto di trattare l'argomento dell'anti-schiavitù nelle sedi di riunione (compresa Uxbridge, alle riunioni mensili alle quali aveva partecipato con la sua famiglia), e il gruppo la rinnegò. Abby Kelley Foster divenne l'oratrice principale nelle assemblee di raccolta fondi dell'American Antislavery Society. L'abolizionismo radicale divenne noto come "Abby Kelleyismo."
Altre luminari come Lydia Maria Child, Elizabeth Cady Stanton, Susan B. Anthony, Harriet Tubman e Sojourner Truth giocarono ruoli importanti nell'abolizionismo. Ma anche al di là di queste donne ben note, l'abolizionismo ottenne un impressionante sostegno dai bianchi della classe media e da alcune donne nere. Furono queste donne che si accollarono molti dei compiti logistici, giorno per giorno, che resero il movimento di successo. Raccolsero fondi, scrissero e distribuirono materiale di propaganda, redassero petizioni firmate e fecero pressioni sui legislatori. Anche se l'abolizionismo piantò i semi del movimento per i diritti delle donne, la maggior parte delle donne vennero coinvolte nell'abolizionismo a causa di una visione globale religiosa di genere, e dall'idea del femminismo e delle responsabilità morali. Ad esempio, durante l'inverno del 1831-1832, vennero scritte da tre donne petizioni per la legislatura della Virginia, sostenendo l'emancipazione della popolazione degli schiavi dello Stato. L'unico precedente di azione era stato l'organizzazione di una petizione di protesta, da parte di Catharine Beecher contro la rimozione dei Cherokee. Le petizioni della Virginia, prime nel loro genere, furono in qualche modo l'ultimo dei sostegni che portarono alla fine della guerra di secessione americana.
Anche se le donne giocarono un ruolo cruciale nell'abolizionismo, il movimento allo stesso tempo contribuì a stimolare gli sforzi per i diritti femminili. Ben 10 anni prima della Convenzione di Seneca Falls, le sorelle Grimké erano costantemente in viaggio per delle conferenze sulle loro esperienze con la schiavitù. Come dice Gerda Lerner, le Grimké compresero il grande impatto delle loro azioni. "Lavorando per la liberazione degli schiavi," scrive Lerner, "Sarah e Angelina Grimké trovarono la chiave per la loro liberazione e la coscienza del significato delle loro azioni era chiaramente davanti a loro. We Abolition Women rivoltò il mondo a testa ingiù."
Le donne acquisirono importanti esperienze nel parlare in pubblico e l'organizzazione le fu molto utile per il futuro. Parlando in pubblico, le sorelle Grimké giocarono un ruolo fondamentale nel legittimare il posto delle donne nella sfera pubblica.
Nel luglio 1848, la Convenzione di Seneca Falls vide crescere la collaborazione tra Lucretia Mott ed Elizabeth Cady Stanton, mentre le due avevano lavorato, in un primo momento, su questioni abolizioniste. In effetti, si erano incontrate alla World's Antislavery Convention durante l'estate del 1840. La Mott portò grande abilità oratoria e una reputazione di abolizionista, al nascente movimento per i diritti delle donne.
L'abolizionismo riunì le donne attive e permise loro di effettuare i collegamenti politici e personali, affinando le capacità di comunicazione e di organizzazione. Anche Sojourner Truth, comunemente associata all'abolizionismo, presentò il suo primo discorso pubblico documentato alla Convenzione nazionale dei diritti delle donne del 1850 a Worcester. Lì, sostenne l'attivismo sulla riforma delle donne.

## Progressione dell'abolizionismo negli Stati Uniti d'America

### Fino al 1804
Anche se ci furono diversi gruppi che si opposero alla schiavitù (come la Società per il soccorso dei negri liberi illegalmente tenuti in schiavitù), al momento della fondazione della Repubblica, vi furono pochi stati che vietarono la schiavitù a titolo definitivo. La Costituzione emanò una serie di disposizioni che ritenevano legale la schiavitù, anche se nessuno usava la parola. Passata all'unanimità al Congresso della confederazione, nel 1787, l'ordinanza del nordovest proibì la schiavitù nel Territorio del nord-ovest, una vasta area che in precedenza apparteneva a singoli Stati in cui la schiavitù era legale.

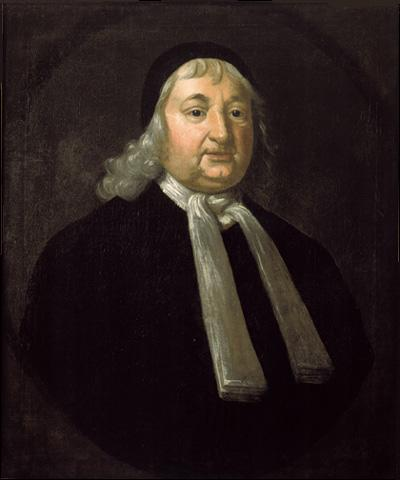
Samuel Sewall (1652–1730), giudice che scrisse The Selling of Joseph (1700) che denunciò la diffusione della schiavitù nelle colonie americane.

L'abolizionismo americano iniziò molto presto, ben prima che gli Stati Uniti d'America diventassero una nazione. Una legge approvata da Roger Williams e Samuel Gorton benché contraddicesse le loro convinzioni protestanti, abolì la schiavitù (ma non la temporanea servitù debitoria) nel Rhode Island nel 1652; tuttavia, decadde nel giro di 50 anni, e il Rhode Island venne coinvolto nella tratta degli schiavi nel 1700. Samuel Sewall, un eminente Bostoniano ed uno dei giudici del processo alle streghe di Salem, scrisse The Selling of Joseph in segno di protesta per l'ampliamento della schiavitù a titolo definitivo al ostoo della servitù a contratto in essere nelle colonie. Questo fu il primo tratto antischiavista pubblicato nei futuri Stati Uniti d'America.
Nel 1777 il Vermont, non ancora uno Stato, divenne la prima giurisdizione in Nord America a proibire la schiavitù: gli schiavi non erano direttamente liberati, ma i loro proprietari erano tenuti a far uscire gli schiavi dal Vermont. Il primo Stato ad iniziare una graduale abolizione della schiavitù fu la Pennsylvania, nel 1780. L'importazione degli schiavi venne vietata, ma nessuno di essi venne liberato in un primo momento; lo sarebbero stati solo gli schiavi dei possessori che non erano riusciti a registrarli presso lo Stato, assieme ai "futuri figli" di madri schiave. Gli schiavi della Pennsylvania, in quello Stato da prima della legge del 1780, vennero liberati solo dal 1847.
Nel XVIII secolo, Thomas Jefferson e alcuni dei suoi contemporanei avevano in programma di abolire la schiavitù. Nonostante Jefferson era un proprietario di schiavi, aveva inserito un linguaggio forte anti-schiavitù nel progetto iniziale della Dichiarazione d'indipendenza, ma altri delegati lo rimossero. Benjamin Franklin, anch'egli un proprietario di schiavi per parte della sua vita, fu un membro di spicco della Pennsylvania Society for the Abolition of Slavery, la prima organizzazione nota di abolizionisti degli Stati Uniti.
Il Massachusetts assunse una posizione molto più radicale. La sua Corte suprema stabilì, nel 1783, che un uomo di colore era un uomo e quindi libero secondo la costituzione dello Stato.
Stati con un maggior interesse economico sugli schiavi, come New York e New Jersey, approvarono leggi per una graduale emancipazione. Mentre alcune di queste leggi erano graduali, questi stati promulgarono le prime leggi abolizioniste in tutto il "Nuovo Mondo".
Tutti gli altri stati a nord del Maryland iniziarono una graduale abolizione della schiavitù tra il 1781 e il 1804, sulla base del modello della Pennsylvania. Nel 1804 tutti gli Stati del nord avevano approvato leggi per abolirla. Alcuni schiavi continuarono la servitù per altri due decenni, ma la maggior parte vennero liberati. Inoltre, i singoli proprietari di schiavi, in particolare nel sud superiore, liberarono gli schiavi, a volte di loro stessa volontà. Molti notarono che erano stati mossi dagli ideali rivoluzionari dell'uguaglianza degli uomini. Il numero di neri liberi, come percentuale della popolazione nera, passò da meno dell'1% a circa il 10% nel ventennio 1790-1810, nell'alto Sud, come risultato di queste azioni.

Animazione che mostra quando gli stati consentirono o vietarono la schiavitù 1789–1861

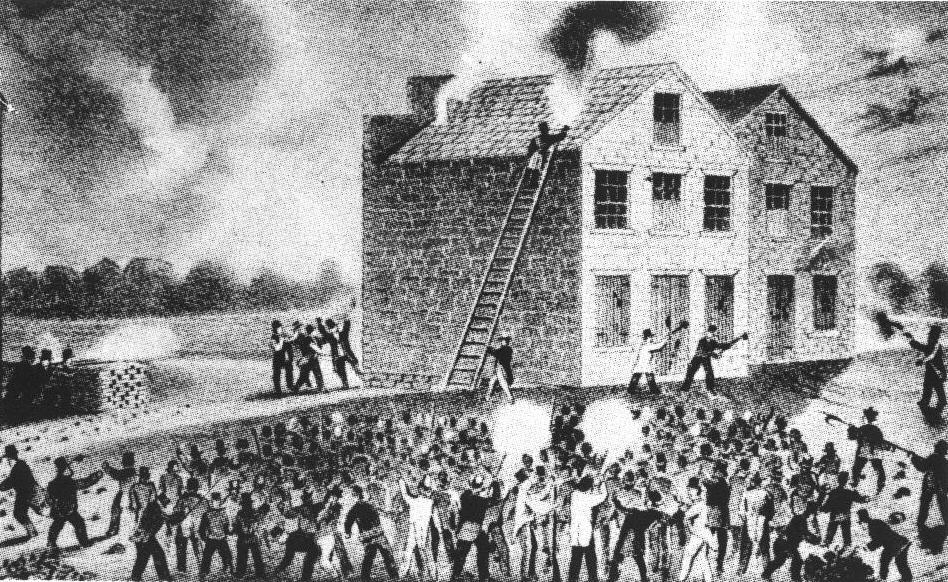
Incisione su legno della rivolta pro-schiavitù di Alton, del 7 novembre 1837, che portò all'uccisione dell'abolizionista Elijah Parish Lovejoy (1802–1837).

### Sud dopo il 1804
La schiavitù rimase solida nel Sud, e i costumi e le credenze sociali della regione si evolsero in una difesa stridula della schiavitù in risposta alla nascita di una forte posizione anti-schiavitù nel Nord. Nel solo 1835, gli abolizionisti inviarono oltre un milione di pezzi letterari anti-schiavitù nel Sud.
Nel 1820 Thomas Jefferson sostenne privatamente il Compromesso del Missouri, credendo che avrebbe favorito la fine della schiavitù, ma la sua visione sulla schiavitù era complicata e possibilmente contraddittoria. La sua volontà era di liberare solo una piccola frazione della sua piantagione di Monticello.
Il presidente Jefferson firmò l'Act Prohibiting Importation of Slaves (Legge per interdire l'importazione di schiavi) il 2 marzo 1807 e la legge entrò in vigore nel 1808, prima data consentita dalla Costituzione. In seguito, nel 1820, venne approvato l'Act to Protect the Commerce of the United States and Punish the Crime of Piracy (Legge a protezione del Commercio degli Stati Uniti e per punire il crimine di pirateria), che rese l'importazione di schiavi negli Stati Uniti un reato punibile con la pena di morte. Gli Stati Confederati d'America continuarono ad applicare tale divieto con l'applicazione della pena di morte, e vietarono l'importazione di schiavi nella loro Costituzione. Venne anche stabilito il controllo del Congresso sugli aspetti della schiavitù da uno Stato all'altro.

### Abolizione immediata
Gli abolizionisti inclusero coloro che avevano aderito alla American Antislavery Society o ai suoi gruppi ausiliari negli anni 1830 e 1840, quando il movimento si frammentò. Il movimento antischiavista frammentato comprendeva gruppi come il Partito della libertà, l'American and Foreign Antislavery Society, l'American Missionary Association e la Church Antislavery Society. Gli storici tradizionalmente distinguono tra riformisti moderati anti-schiavitù o gradualisti, che si concentravano sul bloccare la diffusione della schiavitù, e gli abolizionisti radicali o immediatisti, le cui richieste di emancipazione incondizionata spesso era fusa con una preoccupazione per i diritti civili dei neri. Tuttavia, James Stewart sostiene una comprensione più sfumata della relazione di abolizione e anti-schiavitù prima della guerra di secessione:
(James Stewart)
I contrari alla schiavitù erano indignati per l'uccisione di Elia Parish Lovejoy, un uomo bianco e redattore di un giornale abolizionista, il 7 novembre 1837, a seguito di una sommossa pro schiavitù in Illinois. Quasi tutti i politici del Nord respinsero le posizioni estreme degli abolizionisti; Abraham Lincoln ad esempio e molti leader del Nord tra cui Stephen A. Douglas (candidato per il Partito democratico nel 1860), John C. Fremont (candidato per il Partito repubblicano nel 1856), e Ulysses S. Grant accasato in una famiglia del sud proprietaria di schiavi e senza scrupoli morali.

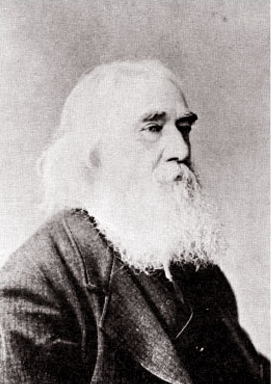
Lysander Spooner (1808–1887), un anarchico individualista che scrisse The Unconstitutionality of Slavery (1845).

Antischiavista, come principio, era molto più che la semplice volontà di limitare l'entità della schiavitù. La maggior parte degli abitanti del Nord riconobbe che la schiavitù esisteva nel Sud e la Costituzione non aveva permesso al governo federale di intervenire. La maggior parte del nord era favorevole ad una politica di emancipazione graduale e compensata. Dopo il 1849, gli abolizionisti respinsero questa soluzione e chiesero che la schiavitù finisse immediatamente e ovunque. John Brown fu l'unico abolizionista noto per aver in realtà pianificato un'insurrezione violenta, anche se David Walker aveva promosso l'idea. Il movimento abolizionista venne rafforzato dalle attività di afro-americani liberi, in particolare nella chiesa nera, i quali sostenevano che le vecchie giustificazioni bibliche sulla schiavitù contraddicevano il Nuovo Testamento.
Gli attivisti afro-americani e i loro scritti vennero raramente ascoltati al di fuori della comunità nera. Tuttavia, furono enormemente influenti su alcuni bianchi simpatizzanti, soprattutto sul primo attivista bianco che salì alla ribalta, William Lloyd Garrison, che fu il loro più efficace propagandista. Gli sforzi di Garrison per reclutare portavoce eloquenti portarono alla scoperta dell'ex schiavo Frederick Douglass, che alla fine divenne un attivista di primo piano. Alla fine, Douglass avrebbe pubblicato il suo, ampiamente distribuito giornale abolizionista, il North Star.
Nei primi anni 1850, il movimento abolizionista americano si divise sulla questione della Costituzione degli Stati Uniti. Questo problema sorse alla fine degli anni 1840 dopo la pubblicazione di Incostitutionality of Slavery (Incostituzionalità della schiavitù) ad opera di Lysander Spooner. I Garrisoniani, guidati da Garrison e Wendell Phillips, bruciarono pubblicamente copie della Costituzione, che definirono un patto con la schiavitù, e chiesero la sua abolizione e sostituzione. Un altro gruppo, guidato da Lysander Spooner, Gerrit Smith e Douglass, considerava la Costituzione un documento contro la schiavitù. Utilizzando argomentazioni in base alla legge naturale e a una forma di teoria di contratto sociale, dissero che la schiavitù esisteva al di fuori del campo di applicazione della Costituzione e pertanto doveva essere abolita.
Un'altra scissione nel movimento abolizionista era avvenuta tra le classi. Il repubblicanesimo artigianale di Robert Dale Owen e Frances Wright era in netto contrasto con la politica dell'élite abolizionista di spicco come l'industriale Arthur Tappan e di suo fratello l'evangelista Lewis. Mentre i primi due si opponevano alla schiavitù sulla base di solidarietà tra "schiavi salariati" e "schiavi beni mobili", i Whig Tappan respinsero con forza questo punto di vista, opponendosi alla caratterizzazione dei lavoratori del Nord come "schiavi" in nessun senso.

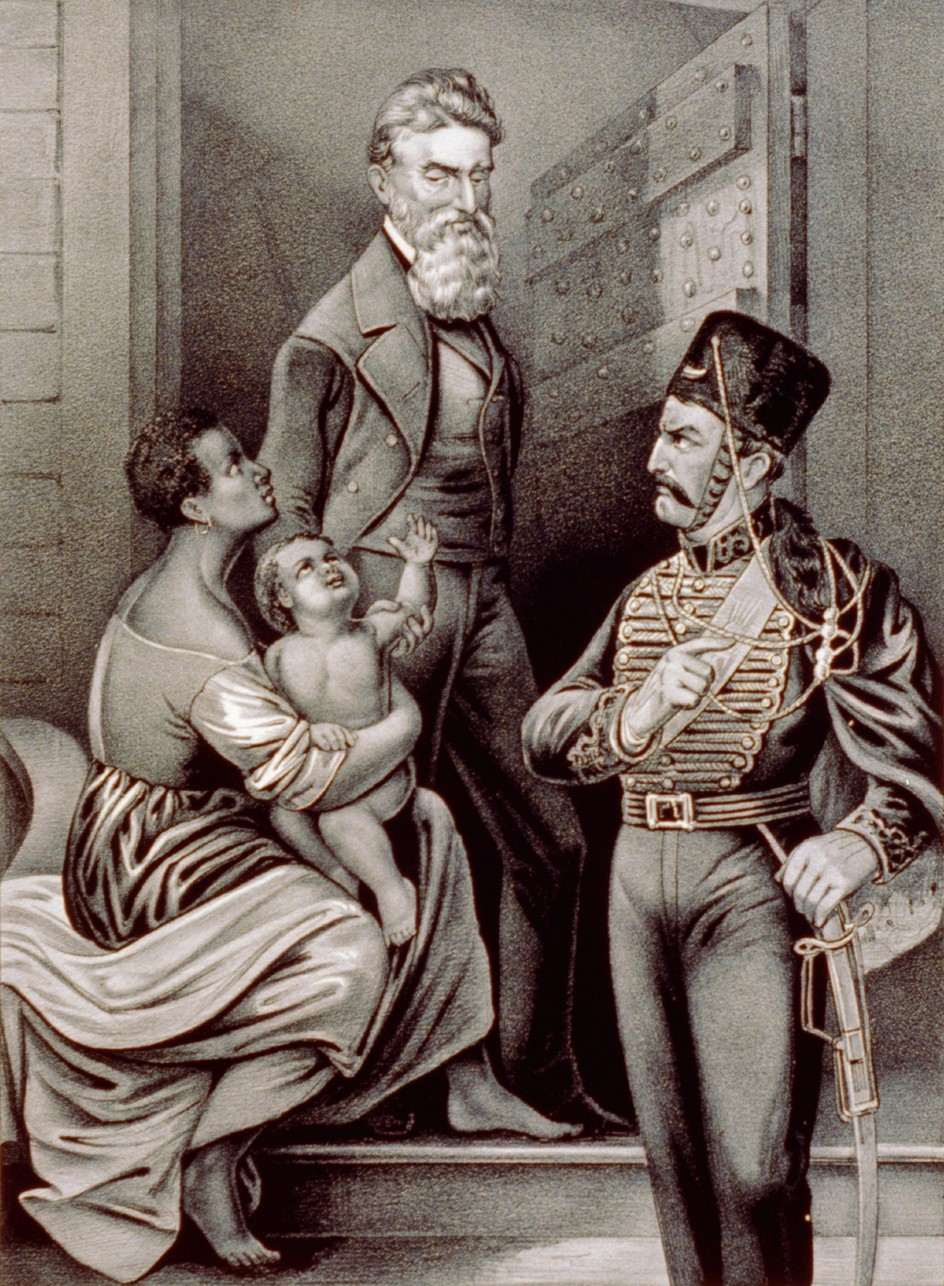
Ritratto idealizzato di John Brown adorato da una madre schiava e dal suo bambino mentre si dirige verso la sua esecuzione.

Molti abolizionisti americani presero un ruolo attivo nel contrastare la schiavitù, sostenendo la Underground Railroad. Ciò fu reso illegale da parte della legge federale Fugitive Slave Law del 1850. Tuttavia, i partecipanti come Harriet Tubman, Henry Highland Garnet, Alexander Crummell, Amos Noë Freeman e altri continuarono la loro opera. Gli abolizionisti furono particolarmente attivi nell'Ohio, dove alcuni lavoravano direttamente nell'Underground Railroad. Dal momento che lo Stato condivideva un confine con gli stati schiavisti, era un luogo di rifugio prediletto dagli schiavi in fuga attraverso il fiume Ohio e fino ai suoi affluenti, dove cercavano riparo tra i sostenitori che li avrebbero aiutati a spostarsi verso nord e la libertà. Due eventi significativi nella lotta per l'eliminazione della schiavitù furono gli Oberlin-Wellington Rescue e l'incursione di John Brown sull'Harpers Ferry. Nel Sud, i membri del movimento abolizionista o altre persone che si opponevano alla schiavitù, furono spesso bersaglio di violenze e linciaggi prima della guerra di secessione americana.
Numerosi noti abolizionisti vissero, lavorarono, e adorarono, nel centro di Brooklyn, da Henry Ward Beecher, che mise all'asta, dal pulpito della predica della chiesa di Plymouth, gli schiavi da porre in libertà, a Nathan Egelston, uno dei capi dell'African and Foreign Antislavery Society, che predicava a Bridge Street AME e viveva a Duffield Street. I suoi colleghi residenti di Duffield Street, Thomas e Harriet Truesdell guidavano i membri del movimento abolizionista. Mr. Truesdell era uno dei membri fondatori della Providence Antislavery Society prima di trasferirsi a Brooklyn nel 1851. Harriet Truesdell era anche molto attiva nel movimento, avendo organizzato una convenzione antischiavista nella Pennsylvania Hall di Filadelfia. I Tuesdell vissero al 227 Duffield Street. Un altro abolizionista di rilievo di Brooklyn fu il rev. Joshua Leavitt, laureato avvocato a Yale, che smise di praticare la legge al fine di frequentare la Yale Divinity School, e successivamente modificò il giornale abolizionista The Emancipator e realizzò una campagna contro la schiavitù, sostenendo altre riforme sociali. Nel 1841 Leavitt pubblicò The Financial Power of Slavery (Il potere finanziario della schiavitù), sostenendo che il Sud stava distruggendo l'economia nazionale a causa della sua dipendenza dalla schiavitù.

### Fine

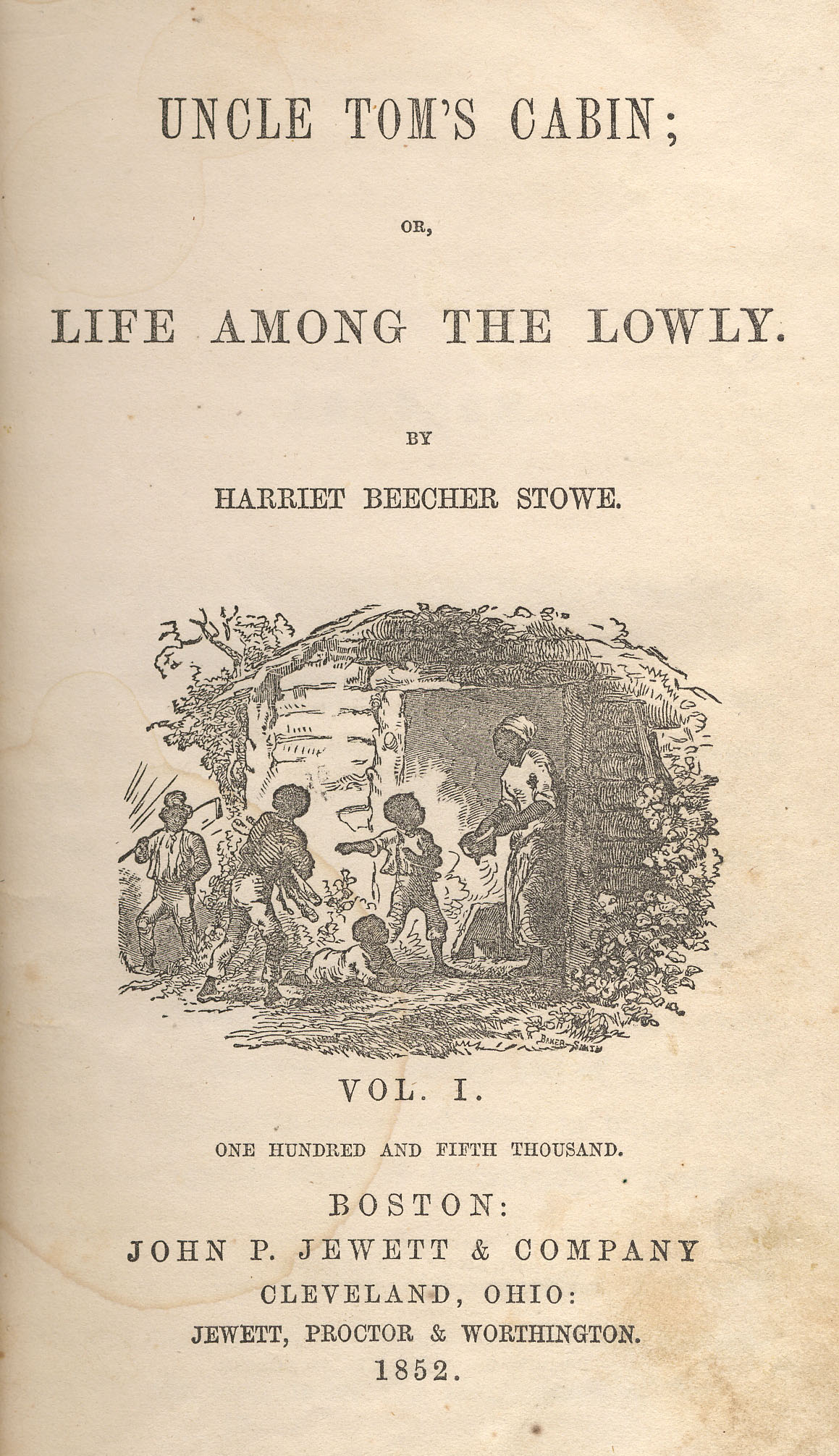
La capanna dello zio Tom infiammò l'opinione pubblica del North e nel Regno Unito contro la personalizzazione diabolica della schiavitù.

Negli anni 1850, la schiavitù rimase legale in 15 stati del sud americano mentre andava svanendo nelle città e negli Stati di confine, rimanendo forte nelle zone delle piantagioni che producevano colture come il cotone, lo zucchero, il riso, il tabacco o la canapa. Con il censimento del 1880, la popolazione di schiavi negli Stati Uniti era cresciuta fino a quattro milioni. L'abolizionismo americano era radicato nel Nord e i bianchi sudisti sostenevano che favoriva la ribellione degli schiavi.
Il movimento abolizionista bianco nel Nord era diretto da riformatori sociali, in particolare William Lloyd Garrison, fondatore dell'American Antislavery Society, e scrittori come John Greenleaf Whittier e Harriet Beecher Stowe. Tra gli attivisti neri c'erano ex schiavi come Frederick Douglass, e neri liberi come i fratelli Charles Henry e John Mercer Langston, che contribuirono a fondare l'Ohio Anti-Slavery Society. Alcuni abolizionisti dissero che la schiavitù era criminale e un peccato; essi criticarono inoltre i proprietari di schiavi per usare le donne nere come concubine, approfittando sessualmente di loro.

#### Compromesso del 1850
Il compromesso del 1850 tentò di risolvere i problemi della schiavitù, causati dalla guerra contro il Messico e l'immissione nell'Unione della schiavista Repubblica del Texas. Esso fu proposto dal "The Great compromiser", Henry Clay, e fu approvato dal senatore Stephen A. Douglas. Attraverso il compromesso, la California veniva ammessa come uno Stato libero dopo che la Convenzione dello Stato si era opposta all'unanimità contro la schiavitù. Il Texas fu ricompensato finanziariamente per la perdita dei suoi territori, la tratta degli schiavi (non la schiavitù) venne abolita nel Distretto di Columbia e venne approvata la Fugitive Slave Law come concessione al Sud. Gli abolizionisti erano indignati perché la nuova legge richiedeva ai nordisti di partecipare alla cattura degli schiavi e al ritorno dei fuggiaschi.

#### Partito Repubblicano
Nel 1854 il Congresso approvò la legge Kansas-Nebraska Act, che apriva quei territori alla schiavitù, se i residenti locali avessero votato in questo senso. Quanto era stato realizzato dai compromessi anti-schiavitù precedenti era stato completamente cancellato. Una tempesta di indignazione fece riunificare l'ex Partito Whig, i Know Nothing (ignoranti), e l'ex Free Soil (democratici) con la costituzione di un nuovo partito nel 1854-1856, il partito repubblicano. Venne redatto un programma di rapida modernizzazione che coinvolgeva il governo nella promozione del settore dell'industria, delle ferrovie, delle banche, fattorie gratuite e collegi, il tutto per dar fastidio al Sud. Il nuovo partito denunciò il potere schiavista - ovvero il potere politico dei proprietari di schiavi che presumibilmente controllava il governo nazionale a proprio vantaggio e a scapito dei comuni uomini bianchi.
Il partito repubblicano voleva realizzare la graduale estinzione della schiavitù dalle forze di mercato, perché i suoi membri credevano che il lavoro libero era superiore ai lavori forzati. I leader del Sud dissero che la politica repubblicana di bloccare l'espansione della schiavitù in Occidente aveva reso i cittadini di seconda classe e sfidava la loro autonomia. Con le elezioni presidenziali 1860 e la vittoria di Abraham Lincoln, sette stati del profondo sud, la cui economia era basata sul cotone e la schiavitù, decisero di separarsi e formare una nuova nazione. La guerra di secessione americana, scoppiò nel mese di aprile 1861, con il fuoco su Fort Sumter nel Carolina del Sud. Quando Lincoln chiese alle truppe di reprimere la ribellione, altri quattro stati schiavisti si unirono alla secessione.

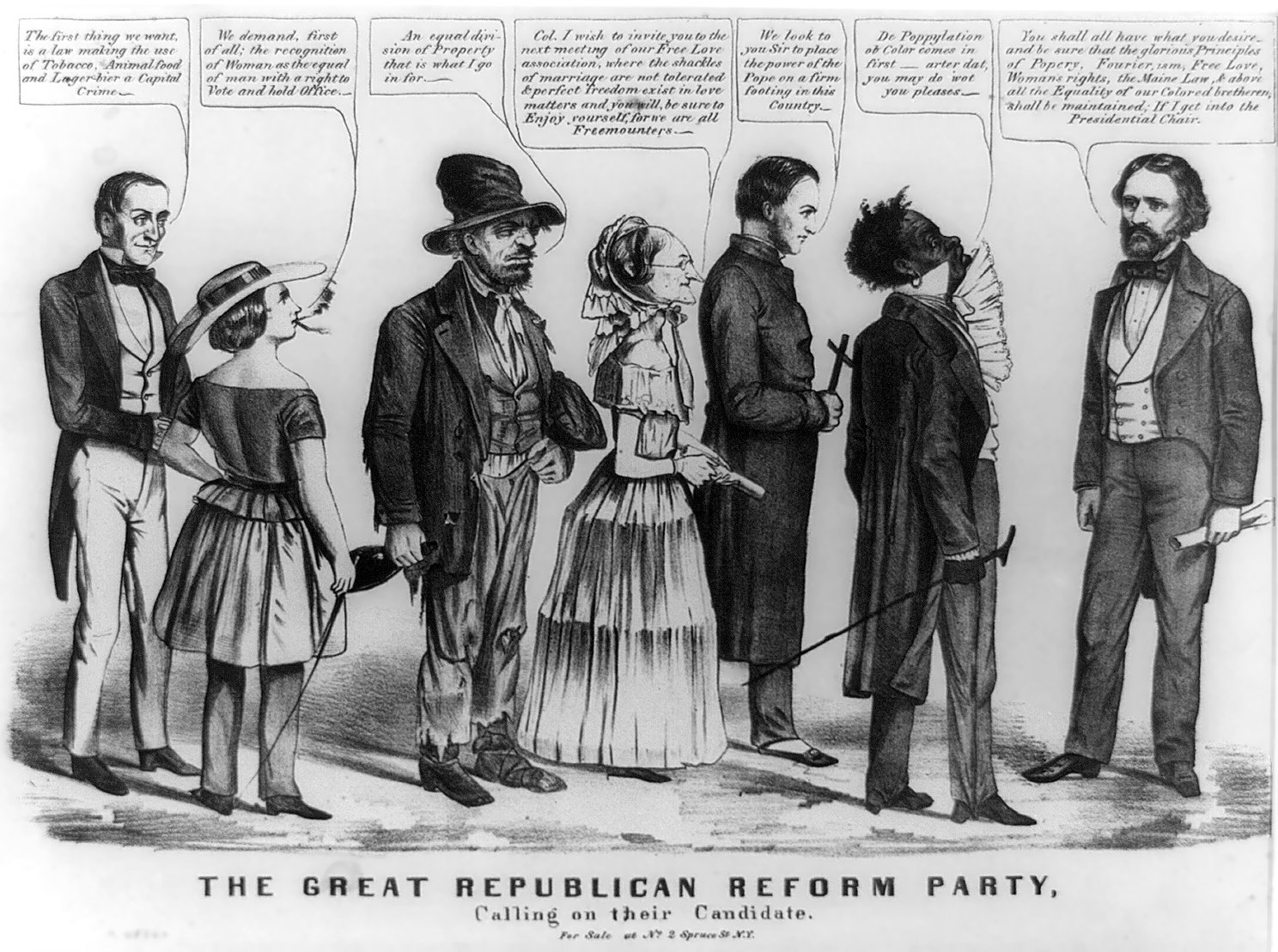
Questo democratico manifesto mostra il candidato repubblicano John Frémont (estrema destra) assieme ai rappresentanti di altri movimenti quali quello della temperanza, del femminismo, del furierismo, dell'amore libero, del cattolicesimo e dell'abolizionismo.

L'esploratore occidentale John C. Frémont corse come primo candidato repubblicano alla presidenza nel 1856, con lo slogan politico: "terreno libero, argento libero, uomini liberi, Fremont e la vittoria". Anche se perse le elezioni, il partito mostrò una base forte. Aveva il dominio nelle aree Yankee del New England, New York e nel Midwest settentrionale e una forte presenza nel resto del Nord. Non aveva quasi nessun sostegno al Sud, dove era stato duramente denunciato, nel 1856-1860, come una forza di divisione che minacciava la guerra civile.
Senza usare il termine "containment", il nuovo partito, a metà degli anni 1850, propose un sistema di contenimento della schiavitù, una volta acquisito il controllo del governo nazionale. Lo storico James Oakes spiega la strategia:
(James Oakes)
Gli abolizionisti chiesero l'immediata emancipazione, non un lento contenimento. Rifiutarono il nuovo partito, e, a loro volta i suoi leader rassicurarono gli elettori che non erano abolizionisti.

#### John Brown

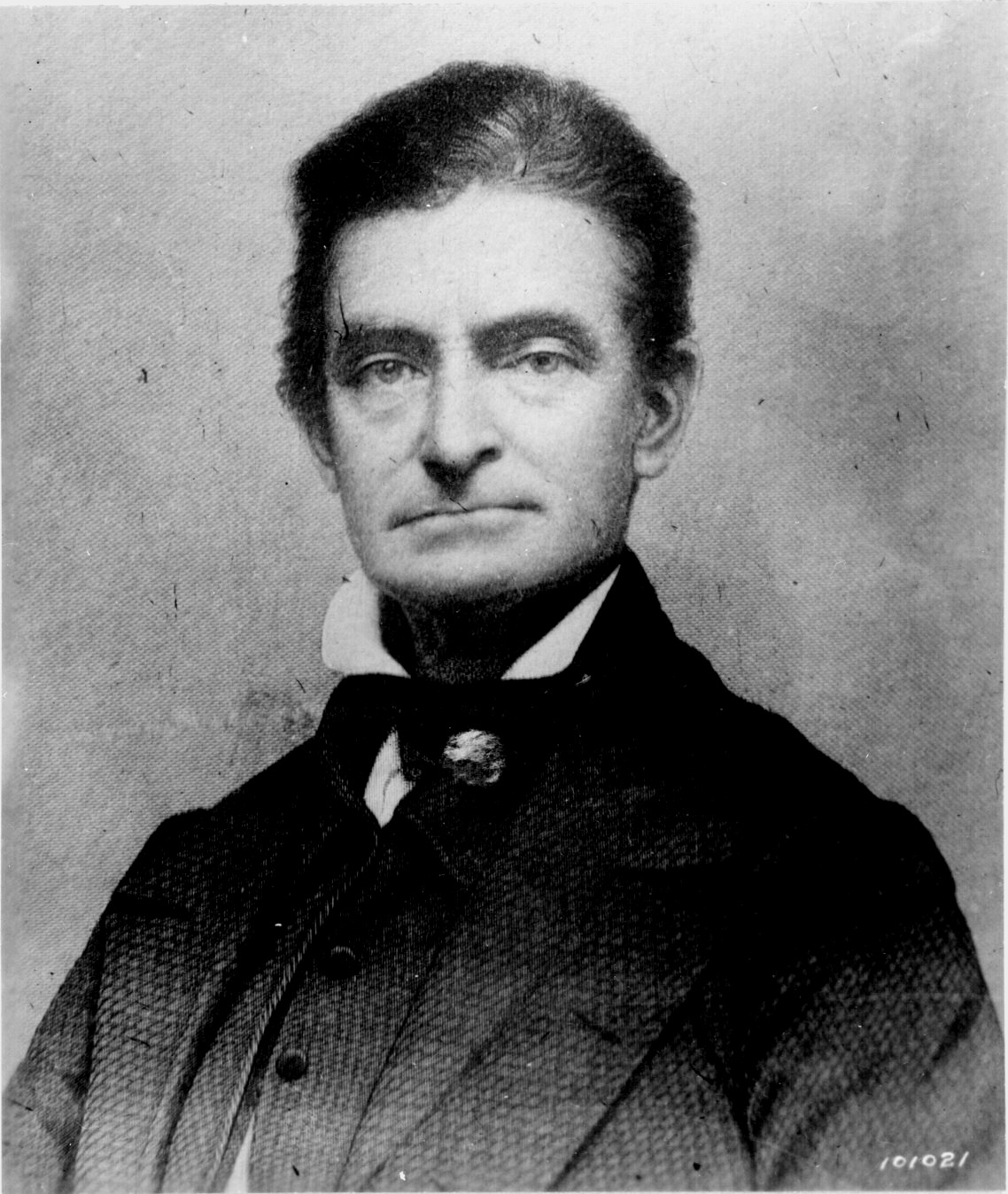
John Brown (1800–1859), abolizionista che sostenne la ribellione armata degli schiavi. Egli massacrò i coloni pro-schiavitù in Kansas e nel 1859 fu impiccato per ordine dello Stato della Virginia per aver guidato una rivolta di schiavi senza successo a Harpers Ferry.

Lo storico Frederick Blue chiamò John Brown "Il più controverso di tutti gli americani del XIX secolo". Quando Brown fu impiccato dopo il suo tentativo di iniziare una rivolta degli schiavi nel 1859, suonarono le campane, vennero sparati colpi di arma da fuoco, indette grandi riunioni commemorative in tutto il Nord e scrittori famosi come Emerson e Henry David Thoreau si unirono a molti nordisti nel lodare Brown. Mentre Garrison era un pacifista, Brown fece ricorso alla violenza. Gli storici concordano sul fatto che giocò un ruolo importante nell'iniziare la guerra. Alcuni storici ritengono Brown come un folle, mentre David S. Reynolds lo saluta come l'uomo che "uccise la schiavitù, scatenando la guerra civile, e padre dei diritti civili." Per Ken Chowder egli fu "il padre del terrorismo americano".
La sua famosa incursione dell'ottobre del 1859 (il raid di John Brown contro Harpers Ferry), coinvolse un gruppo di 22 uomini che presero l'arsenale federale ad Harper's Ferry (allora parte della Virginia), sapendo che conteneva decine di migliaia di armi. Brown riteneva che il Sud era sull'orlo di una gigantesca rivolta di schiavi e che una scintilla l'avrebbe fatta esplodere. I sostenitori di Brown George Luther Stearns, Franklin B. Sanborn, Thomas Wentworth Higginson, Theodore Parker, Samuel Gridley Howe e Gerrit Smith erano tutti membri abolizionisti del Secret Six che fornì sostegno finanziario per l'incursione.
Questa, dice lo storico David Potter, "doveva essere di vasta portata per produrre una rivolta di schiavi rivoluzionaria in tutto il Sud." Il raid non andò come previsto. Non un solo schiavo si ribellò. Il tenente colonnello Robert E. Lee dell'Esercito degli Stati Uniti d'America fu inviato a difendere l'incursione e Brown fu subito catturato, venne processato per tradimento contro la Virginia e impiccato.
Al suo processo, Brown trasudava un notevole zelo e unilateralità che avvalorarono direttamente i peggiori timori sudisti. Pochi individui fecero di più di John Brown per provocare la secessione, perché i sudisti credevano che avesse ragione su una rivolta di schiavi imminente. Poco prima della sua esecuzione, Brown profetizzò, "i crimini di questa terra colpevole non verranno mai eliminati, se non con il sangue".

#### Guerra di secessione americana

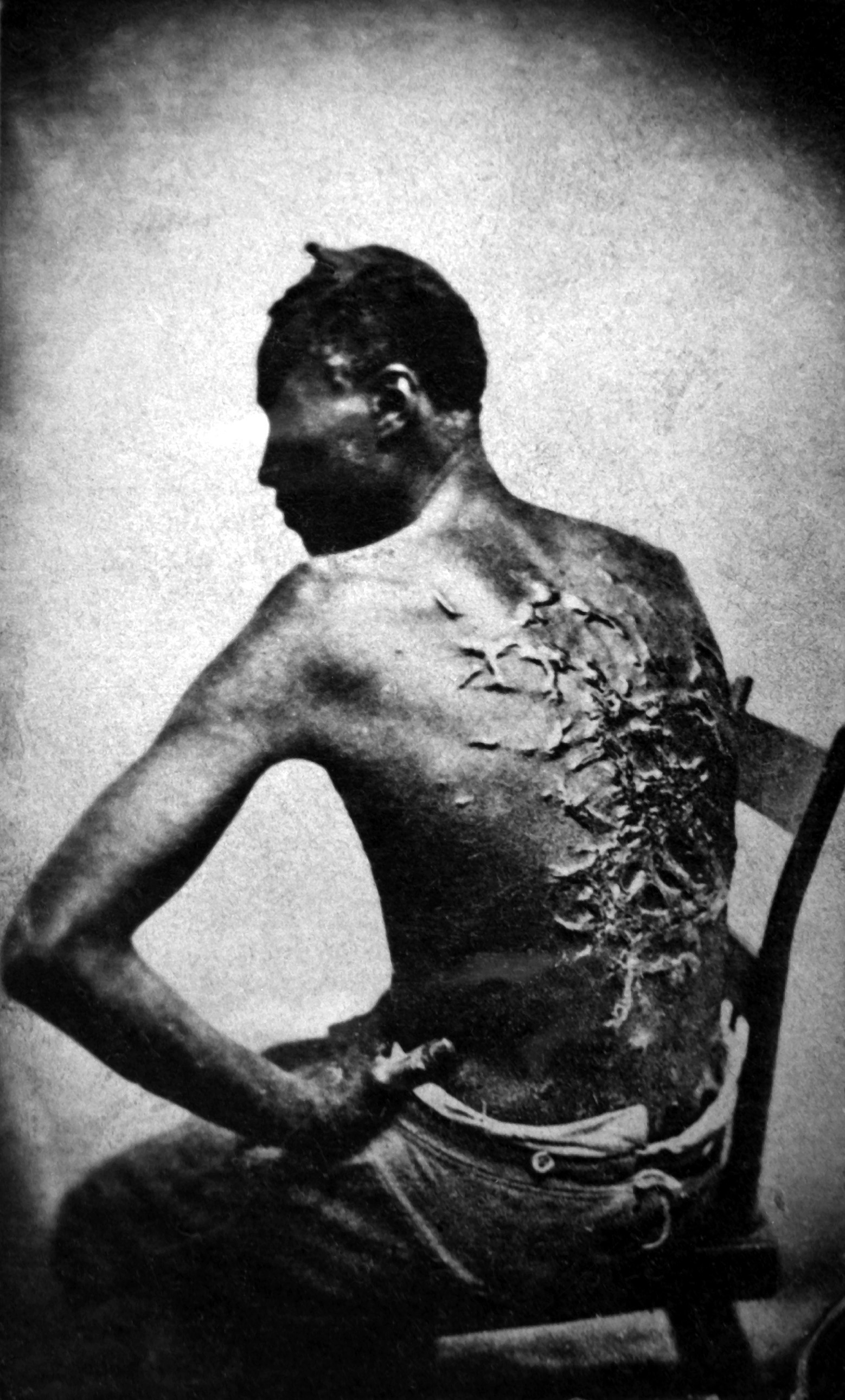
Questa famosa fotografia di Gordon, uno schiavo, venne ampiamente diffusa dagli abolizionisti.

Fin dall'inizio della guerra di secessione, i capi dell'Unione identificarono la schiavitù come la base sociale ed economica della Confederazione, e dal 1862 furono determinati a porre fine a quel sistema. Nel frattempo, le forze pro Unione acquisirono il controllo degli Stati di confine dando inizio al processo di emancipazione in Maryland, Missouri e Virginia Occidentale. Lincoln emise il proclama di emancipazione il 1º gennaio 1863. Il passaggio del Tredicesimo Emendamento (ratificato nel dicembre 1865) abolì la schiavitù negli Stati Uniti, liberando ufficialmente più di 50.000 persone ancora schiave nel Kentucky e Delaware.
Nel 1863 Lincoln emise il proclama di emancipazione, che liberò gli schiavi detenuti negli Stati Confederati. Gli Stati di confine, ad eccezione del Delaware, iniziarono i propri programmi di emancipazione. Migliaia di schiavi erano fuggiti verso la libertà dietro le linee dell'esercito dell'Unione, e nel 1863 molti di essi iniziarono a servire come truppe di colore nell'Esercito degli Stati Uniti. Il XIII emendamento della Costituzione degli Stati Uniti entrò in vigore nel dicembre 1865, ponendo fine alla schiavitù in tutti gli Stati Uniti. Venne anche abolita la schiavitù tra le tribù indiane.